# 1847
Portal Geschichte | Portal Biografien | Aktuelle Ereignisse | Jahreskalender | Tagesartikel

◄ |
18. Jahrhundert |
19. Jahrhundert
| 20. Jahrhundert | ►

◄ |
1810er |
1820er |
1830er |
1840er
| 1850er | 1860er | 1870er | ►

◄◄ |
◄ |
1843 |
1844 |
1845 |
1846 |
1847
| 1848 | 1849 | 1850 | 1851 | ► | ►►
Staatsoberhäupter · Wahlen · Nekrolog  · Literaturjahr · Musikjahr
| Januar | Januar | Januar | Januar | Januar | Januar | Januar | Januar |
| Kw     | Mo     | Di     | Mi     | Do     | Fr     | Sa     | So     |
| ------ | ------ | ------ | ------ | ------ | ------ | ------ | ------ |
| 53     |        |        |        |        | 1      | 2      | 3      |
| 1      | 4      | 5      | 6      | 7      | 8      | 9      | 10     |
| 2      | 11     | 12     | 13     | 14     | 15     | 16     | 17     |
| 3      | 18     | 19     | 20     | 21     | 22     | 23     | 24     |
| 4      | 25     | 26     | 27     | 28     | 29     | 30     | 31     |

| Februar | Februar | Februar | Februar | Februar | Februar | Februar | Februar |
| Kw      | Mo      | Di      | Mi      | Do      | Fr      | Sa      | So      |
| ------- | ------- | ------- | ------- | ------- | ------- | ------- | ------- |
| 5       | 1       | 2       | 3       | 4       | 5       | 6       | 7       |
| 6       | 8       | 9       | 10      | 11      | 12      | 13      | 14      |
| 7       | 15      | 16      | 17      | 18      | 19      | 20      | 21      |
| 8       | 22      | 23      | 24      | 25      | 26      | 27      | 28      |

| März | März | März | März | März | März | März | März |
| Kw   | Mo   | Di   | Mi   | Do   | Fr   | Sa   | So   |
| ---- | ---- | ---- | ---- | ---- | ---- | ---- | ---- |
| 9    | 1    | 2    | 3    | 4    | 5    | 6    | 7    |
| 10   | 8    | 9    | 10   | 11   | 12   | 13   | 14   |
| 11   | 15   | 16   | 17   | 18   | 19   | 20   | 21   |
| 12   | 22   | 23   | 24   | 25   | 26   | 27   | 28   |
| 13   | 29   | 30   | 31   |      |      |      |      |

| April | April | April | April | April | April | April | April |
| Kw    | Mo    | Di    | Mi    | Do    | Fr    | Sa    | So    |
| ----- | ----- | ----- | ----- | ----- | ----- | ----- | ----- |
| 13    |       |       |       | 1     | 2     | 3     | 4     |
| 14    | 5     | 6     | 7     | 8     | 9     | 10    | 11    |
| 15    | 12    | 13    | 14    | 15    | 16    | 17    | 18    |
| 16    | 19    | 20    | 21    | 22    | 23    | 24    | 25    |
| 17    | 26    | 27    | 28    | 29    | 30    |       |       |

| Mai | Mai | Mai | Mai | Mai | Mai | Mai | Mai |
| Kw  | Mo  | Di  | Mi  | Do  | Fr  | Sa  | So  |
| --- | --- | --- | --- | --- | --- | --- | --- |
| 17  |     |     |     |     |     | 1   | 2   |
| 18  | 3   | 4   | 5   | 6   | 7   | 8   | 9   |
| 19  | 10  | 11  | 12  | 13  | 14  | 15  | 16  |
| 20  | 17  | 18  | 19  | 20  | 21  | 22  | 23  |
| 21  | 24  | 25  | 26  | 27  | 28  | 29  | 30  |
| 22  | 31  |     |     |     |     |     |     |

| Juni | Juni | Juni | Juni | Juni | Juni | Juni | Juni |
| Kw   | Mo   | Di   | Mi   | Do   | Fr   | Sa   | So   |
| ---- | ---- | ---- | ---- | ---- | ---- | ---- | ---- |
| 22   |      | 1    | 2    | 3    | 4    | 5    | 6    |
| 23   | 7    | 8    | 9    | 10   | 11   | 12   | 13   |
| 24   | 14   | 15   | 16   | 17   | 18   | 19   | 20   |
| 25   | 21   | 22   | 23   | 24   | 25   | 26   | 27   |
| 26   | 28   | 29   | 30   |      |      |      |      |

| Juli | Juli | Juli | Juli | Juli | Juli | Juli | Juli |
| Kw   | Mo   | Di   | Mi   | Do   | Fr   | Sa   | So   |
| ---- | ---- | ---- | ---- | ---- | ---- | ---- | ---- |
| 26   |      |      |      | 1    | 2    | 3    | 4    |
| 27   | 5    | 6    | 7    | 8    | 9    | 10   | 11   |
| 28   | 12   | 13   | 14   | 15   | 16   | 17   | 18   |
| 29   | 19   | 20   | 21   | 22   | 23   | 24   | 25   |
| 30   | 26   | 27   | 28   | 29   | 30   | 31   |      |

| August | August | August | August | August | August | August | August |
| Kw     | Mo     | Di     | Mi     | Do     | Fr     | Sa     | So     |
| ------ | ------ | ------ | ------ | ------ | ------ | ------ | ------ |
| 30     |        |        |        |        |        |        | 1      |
| 31     | 2      | 3      | 4      | 5      | 6      | 7      | 8      |
| 32     | 9      | 10     | 11     | 12     | 13     | 14     | 15     |
| 33     | 16     | 17     | 18     | 19     | 20     | 21     | 22     |
| 34     | 23     | 24     | 25     | 26     | 27     | 28     | 29     |
| 35     | 30     | 31     |        |        |        |        |        |

| September | September | September | September | September | September | September | September |
| Kw        | Mo        | Di        | Mi        | Do        | Fr        | Sa        | So        |
| --------- | --------- | --------- | --------- | --------- | --------- | --------- | --------- |
| 35        |           |           | 1         | 2         | 3         | 4         | 5         |
| 36        | 6         | 7         | 8         | 9         | 10        | 11        | 12        |
| 37        | 13        | 14        | 15        | 16        | 17        | 18        | 19        |
| 38        | 20        | 21        | 22        | 23        | 24        | 25        | 26        |
| 39        | 27        | 28        | 29        | 30        |           |           |           |

| Oktober | Oktober | Oktober | Oktober | Oktober | Oktober | Oktober | Oktober |
| Kw      | Mo      | Di      | Mi      | Do      | Fr      | Sa      | So      |
| ------- | ------- | ------- | ------- | ------- | ------- | ------- | ------- |
| 39      |         |         |         |         | 1       | 2       | 3       |
| 40      | 4       | 5       | 6       | 7       | 8       | 9       | 10      |
| 41      | 11      | 12      | 13      | 14      | 15      | 16      | 17      |
| 42      | 18      | 19      | 20      | 21      | 22      | 23      | 24      |
| 43      | 25      | 26      | 27      | 28      | 29      | 30      | 31      |

| November | November | November | November | November | November | November | November |
| Kw       | Mo       | Di       | Mi       | Do       | Fr       | Sa       | So       |
| -------- | -------- | -------- | -------- | -------- | -------- | -------- | -------- |
| 44       | 1        | 2        | 3        | 4        | 5        | 6        | 7        |
| 45       | 8        | 9        | 10       | 11       | 12       | 13       | 14       |
| 46       | 15       | 16       | 17       | 18       | 19       | 20       | 21       |
| 47       | 22       | 23       | 24       | 25       | 26       | 27       | 28       |
| 48       | 29       | 30       |          |          |          |          |          |

| Dezember | Dezember | Dezember | Dezember | Dezember | Dezember | Dezember | Dezember |
| Kw       | Mo       | Di       | Mi       | Do       | Fr       | Sa       | So       |
| -------- | -------- | -------- | -------- | -------- | -------- | -------- | -------- |
| 48       |          |          | 1        | 2        | 3        | 4        | 5        |
| 49       | 6        | 7        | 8        | 9        | 10       | 11       | 12       |
| 50       | 13       | 14       | 15       | 16       | 17       | 18       | 19       |
| 51       | 20       | 21       | 22       | 23       | 24       | 25       | 26       |
| 52       | 27       | 28       | 29       | 30       | 31       |          |          |

| Januar | Januar | Januar | Januar | Januar | Januar | Januar | Januar |
| Kw     | Mo     | Di     | Mi     | Do     | Fr     | Sa     | So     |
| ------ | ------ | ------ | ------ | ------ | ------ | ------ | ------ |
| 53     |        |        |        |        | 1      | 2      | 3      |
| 1      | 4      | 5      | 6      | 7      | 8      | 9      | 10     |
| 2      | 11     | 12     | 13     | 14     | 15     | 16     | 17     |
| 3      | 18     | 19     | 20     | 21     | 22     | 23     | 24     |
| 4      | 25     | 26     | 27     | 28     | 29     | 30     | 31     |

| Februar | Februar | Februar | Februar | Februar | Februar | Februar | Februar |
| Kw      | Mo      | Di      | Mi      | Do      | Fr      | Sa      | So      |
| ------- | ------- | ------- | ------- | ------- | ------- | ------- | ------- |
| 5       | 1       | 2       | 3       | 4       | 5       | 6       | 7       |
| 6       | 8       | 9       | 10      | 11      | 12      | 13      | 14      |
| 7       | 15      | 16      | 17      | 18      | 19      | 20      | 21      |
| 8       | 22      | 23      | 24      | 25      | 26      | 27      | 28      |

| März | März | März | März | März | März | März | März |
| Kw   | Mo   | Di   | Mi   | Do   | Fr   | Sa   | So   |
| ---- | ---- | ---- | ---- | ---- | ---- | ---- | ---- |
| 9    | 1    | 2    | 3    | 4    | 5    | 6    | 7    |
| 10   | 8    | 9    | 10   | 11   | 12   | 13   | 14   |
| 11   | 15   | 16   | 17   | 18   | 19   | 20   | 21   |
| 12   | 22   | 23   | 24   | 25   | 26   | 27   | 28   |
| 13   | 29   | 30   | 31   |      |      |      |      |

| April | April | April | April | April | April | April | April |
| Kw    | Mo    | Di    | Mi    | Do    | Fr    | Sa    | So    |
| ----- | ----- | ----- | ----- | ----- | ----- | ----- | ----- |
| 13    |       |       |       | 1     | 2     | 3     | 4     |
| 14    | 5     | 6     | 7     | 8     | 9     | 10    | 11    |
| 15    | 12    | 13    | 14    | 15    | 16    | 17    | 18    |
| 16    | 19    | 20    | 21    | 22    | 23    | 24    | 25    |
| 17    | 26    | 27    | 28    | 29    | 30    |       |       |

| Mai | Mai | Mai | Mai | Mai | Mai | Mai | Mai |
| Kw  | Mo  | Di  | Mi  | Do  | Fr  | Sa  | So  |
| --- | --- | --- | --- | --- | --- | --- | --- |
| 17  |     |     |     |     |     | 1   | 2   |
| 18  | 3   | 4   | 5   | 6   | 7   | 8   | 9   |
| 19  | 10  | 11  | 12  | 13  | 14  | 15  | 16  |
| 20  | 17  | 18  | 19  | 20  | 21  | 22  | 23  |
| 21  | 24  | 25  | 26  | 27  | 28  | 29  | 30  |
| 22  | 31  |     |     |     |     |     |     |

| Juni | Juni | Juni | Juni | Juni | Juni | Juni | Juni |
| Kw   | Mo   | Di   | Mi   | Do   | Fr   | Sa   | So   |
| ---- | ---- | ---- | ---- | ---- | ---- | ---- | ---- |
| 22   |      | 1    | 2    | 3    | 4    | 5    | 6    |
| 23   | 7    | 8    | 9    | 10   | 11   | 12   | 13   |
| 24   | 14   | 15   | 16   | 17   | 18   | 19   | 20   |
| 25   | 21   | 22   | 23   | 24   | 25   | 26   | 27   |
| 26   | 28   | 29   | 30   |      |      |      |      |

| Juli | Juli | Juli | Juli | Juli | Juli | Juli | Juli |
| Kw   | Mo   | Di   | Mi   | Do   | Fr   | Sa   | So   |
| ---- | ---- | ---- | ---- | ---- | ---- | ---- | ---- |
| 26   |      |      |      | 1    | 2    | 3    | 4    |
| 27   | 5    | 6    | 7    | 8    | 9    | 10   | 11   |
| 28   | 12   | 13   | 14   | 15   | 16   | 17   | 18   |
| 29   | 19   | 20   | 21   | 22   | 23   | 24   | 25   |
| 30   | 26   | 27   | 28   | 29   | 30   | 31   |      |

| August | August | August | August | August | August | August | August |
| Kw     | Mo     | Di     | Mi     | Do     | Fr     | Sa     | So     |
| ------ | ------ | ------ | ------ | ------ | ------ | ------ | ------ |
| 30     |        |        |        |        |        |        | 1      |
| 31     | 2      | 3      | 4      | 5      | 6      | 7      | 8      |
| 32     | 9      | 10     | 11     | 12     | 13     | 14     | 15     |
| 33     | 16     | 17     | 18     | 19     | 20     | 21     | 22     |
| 34     | 23     | 24     | 25     | 26     | 27     | 28     | 29     |
| 35     | 30     | 31     |        |        |        |        |        |

| September | September | September | September | September | September | September | September |
| Kw        | Mo        | Di        | Mi        | Do        | Fr        | Sa        | So        |
| --------- | --------- | --------- | --------- | --------- | --------- | --------- | --------- |
| 35        |           |           | 1         | 2         | 3         | 4         | 5         |
| 36        | 6         | 7         | 8         | 9         | 10        | 11        | 12        |
| 37        | 13        | 14        | 15        | 16        | 17        | 18        | 19        |
| 38        | 20        | 21        | 22        | 23        | 24        | 25        | 26        |
| 39        | 27        | 28        | 29        | 30        |           |           |           |

| Oktober | Oktober | Oktober | Oktober | Oktober | Oktober | Oktober | Oktober |
| Kw      | Mo      | Di      | Mi      | Do      | Fr      | Sa      | So      |
| ------- | ------- | ------- | ------- | ------- | ------- | ------- | ------- |
| 39      |         |         |         |         | 1       | 2       | 3       |
| 40      | 4       | 5       | 6       | 7       | 8       | 9       | 10      |
| 41      | 11      | 12      | 13      | 14      | 15      | 16      | 17      |
| 42      | 18      | 19      | 20      | 21      | 22      | 23      | 24      |
| 43      | 25      | 26      | 27      | 28      | 29      | 30      | 31      |

| November | November | November | November | November | November | November | November |
| Kw       | Mo       | Di       | Mi       | Do       | Fr       | Sa       | So       |
| -------- | -------- | -------- | -------- | -------- | -------- | -------- | -------- |
| 44       | 1        | 2        | 3        | 4        | 5        | 6        | 7        |
| 45       | 8        | 9        | 10       | 11       | 12       | 13       | 14       |
| 46       | 15       | 16       | 17       | 18       | 19       | 20       | 21       |
| 47       | 22       | 23       | 24       | 25       | 26       | 27       | 28       |
| 48       | 29       | 30       |          |          |          |          |          |

| Dezember | Dezember | Dezember | Dezember | Dezember | Dezember | Dezember | Dezember |
| Kw       | Mo       | Di       | Mi       | Do       | Fr       | Sa       | So       |
| -------- | -------- | -------- | -------- | -------- | -------- | -------- | -------- |
| 48       |          |          | 1        | 2        | 3        | 4        | 5        |
| 49       | 6        | 7        | 8        | 9        | 10       | 11       | 12       |
| 50       | 13       | 14       | 15       | 16       | 17       | 18       | 19       |
| 51       | 20       | 21       | 22       | 23       | 24       | 25       | 26       |
| 52       | 27       | 28       | 29       | 30       | 31       |          |          |

## Ereignisse

### Politik und Weltgeschehen

#### Mexikanisch-Amerikanischer Krieg
- 23. Februar: Die Schlacht von Buena Vista im Mexikanisch-Amerikanischen Krieg gewinnt die US-Streitmacht unter General Zachary Taylor gegenüber den zahlenmäßig größeren mexikanischen Truppen, die Generalissimus Antonio López de Santa Anna befehligt.
- 9. März: US-amerikanische Truppen unter General Winfield Scott dringen nahe Veracruz mit der bis dahin größten amphibischen Landeaktion von US-Streitkräften in Mexiko ein.

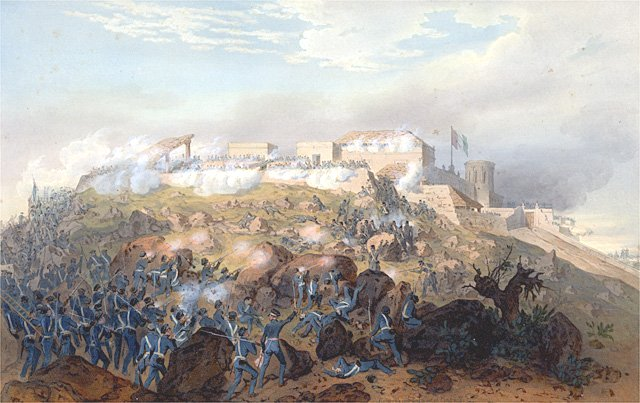
US-Truppen stürmen Chapultepec

- 14. September: Im Mexikanisch-Amerikanischen Krieg besetzen die Truppen der Vereinigten Staaten unter Winfield Scott einen Tag nach der siegreichen Schlacht von Chapultepec die Hauptstadt Mexiko-Stadt.

#### Weitere Ereignisse in Amerika

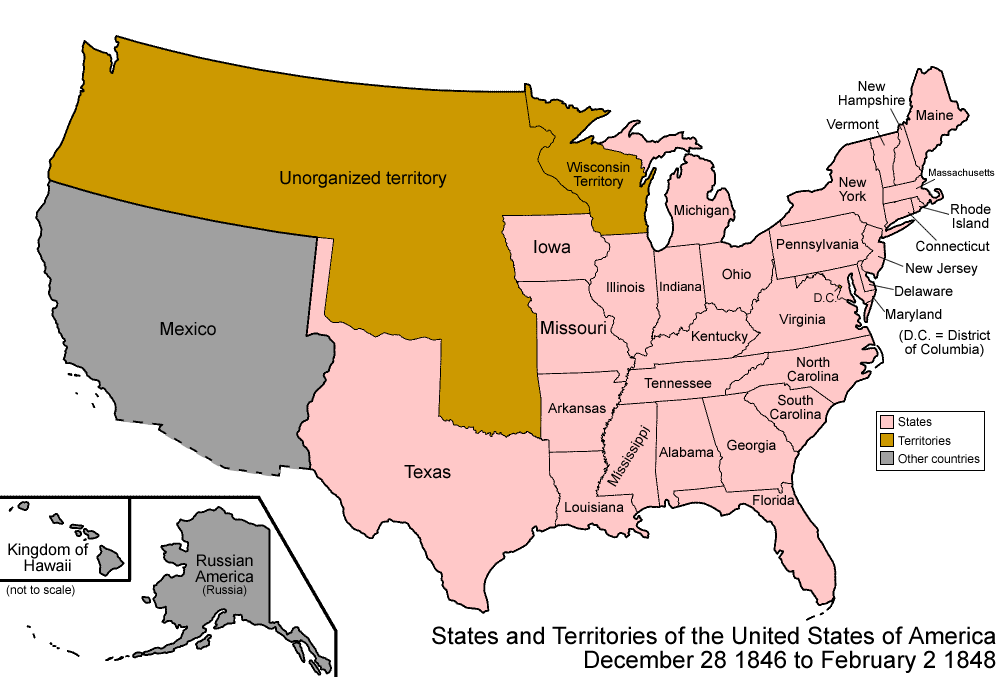
Vereinigte Staaten 1847

- 30. Januar: Die kalifornische Stadt Yerba Buena wird in San Francisco umbenannt.
- 25. April: Die letzten Überlebenden der Donner Party, eines Siedlertrecks mit dem Ziel Kalifornien, erreichen Sutter’s Fort. Ihr Unheil begann im Oktober vorigen Jahres mit einem Schneesturm und in der Folge weiteren Widrigkeiten bis hin zum Aufbrauchen mitgeführter Vorräte, was sie zu Kannibalismus zwang.
- 24. Juli: Mormonen errichten die Stadt Salt Lake City und ihr eigenes Territorium am Großen Salzsee.

#### Deutscher Bund

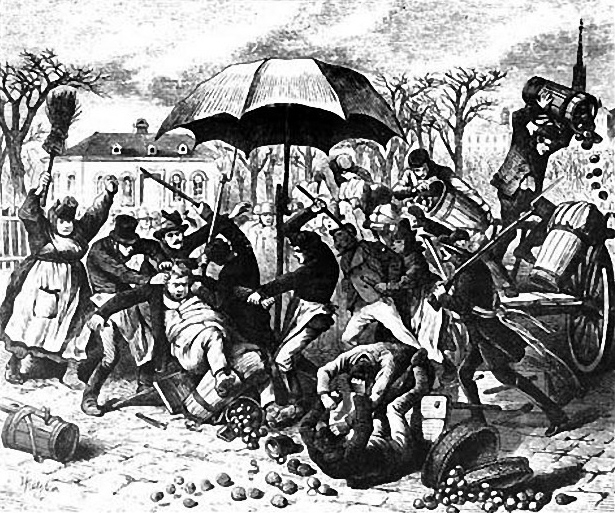
Sturm auf die Kartoffelstände; Lithografie von Vinzenz Katzler

- 11. April: Im Berliner Schloss wird der Erste Vereinigte Landtag mit einer Rede von Friedrich Wilhelm IV. eröffnet.
- 21. April: Aus Protest gegen stark überhöhte Lebensmittelpreise lösen Berliner Marktbesucher die sogenannte „Kartoffelrevolution“ aus, die zur Vorgeschichte der Märzrevolution gerechnet wird.
- 23. Juli: Das Preußische Judengesetz bringt eine Rechtsvereinheitlichung und gewährt dieser Bevölkerungsgruppe Bewegungs- und Niederlassungsfreiheit.
- 12. September: In Offenburg werden im Rahmen der Offenburger Versammlung im Gasthaus Salmen die „Forderungen des Volkes von Baden“ proklamiert. Unter anderem werden auch Grund- und Menschenrechte wie die Pressefreiheit gefordert
- 10. Oktober: Auf der Heppenheimer Tagung entwerfen die gemäßigten Liberalen ihr politisches Programm zur Einigung Deutschlands.

#### Eidgenossenschaft
- 3. November: In der Schweiz bricht der Sonderbundskrieg aus; er ist die letzte militärische Auseinandersetzung auf Schweizer Boden.
- 29. November: In der Schweiz geht mit der Kapitulation des Kanton Wallis der Sonderbundskrieg zu Ende.

#### Weitere Ereignisse in Europa
- 29. Juni: Die sog. Konvention von Gramido beendet in Portugal einen seit 1846 schwelenden Bürgerkrieg zwischen liberalen „setembristischen“ und konservativen „cartistischen“ Kräften, bei dem die Konservativen nur dank ausländischer Truppen einen Sieg davontragen.
- 21. August: König Oskar I. von Schweden stiftete den Sankt-Olav-Orden, den heute höchsten Orden von Norwegen.
- 29. November bis 8. Dezember: Gründung des Bundes der Kommunisten, an dessen Konstituierung Karl Marx und Friedrich Engels maßgeblich beteiligt sind, in London

#### Afrika
- 26. Juli: Unabhängigkeit von Liberia
- 22. Dezember: Der algerische Rebellenführer Abd el-Kader ergibt sich umstellt von der französischen Armee und wird bald darauf nach Frankreich gebracht. In Algerien beruhigt sich die Lage für die Kolonialmacht deutlich.
- 23. Dezember: Frankreich erklärt Algerien zur Kolonie.
- Algerien wird französische Provinz.

### Wirtschaft

#### Philatelie
- 21. September: Auf der Insel Mauritius, einer britischen Kronkolonie, werden zwei Briefmarken ausgegeben, die Rote und Blaue Mauritius.

#### Unternehmensgründungen
- 12. Mai: In Paderborn entsteht durch den gleichnamigen Buchhändler der Verlag Ferdinand Schöningh.
- 27. Mai: Die Hamburg-Amerikanische Packetfahrt-Actien-Gesellschaft wird gegründet, ein Vorläufer der HAPAG-Lloyd AG.
- 12. Oktober: Werner von Siemens gründet zusammen mit Johann Georg Halske die Telegraphen-Bauanstalt von Siemens & Halske in Berlin.
- Jacob Christian Jacobsen eröffnet im Kopenhagener Stadtteil Vesterbro die Carlsberg-Bryggerier Kjøbenhavn.

#### Verkehr

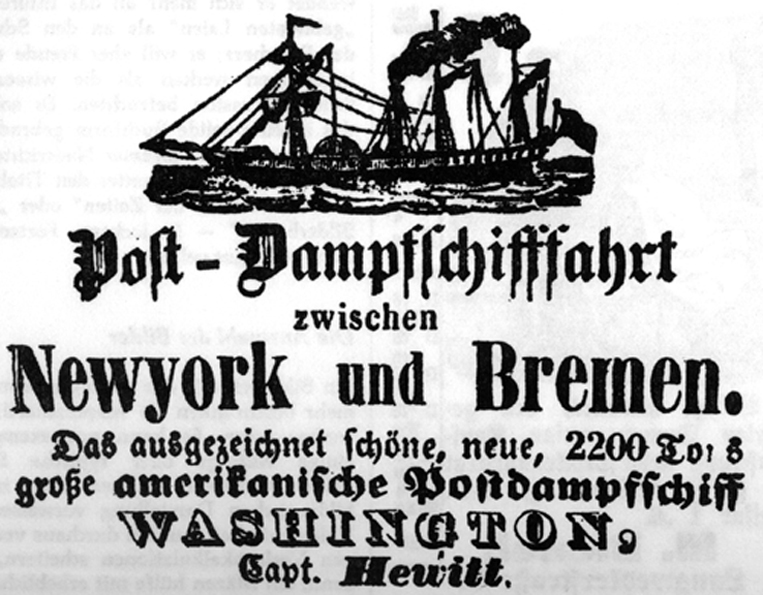
Zeitgenössische Anzeige

- 19. Juni: Der US-amerikanische Raddampfer Washington wird in Bremerhaven mit Salutschüssen empfangen. Die Ocean Steam Navigation Company hat mit ihm die erste regelmäßige Postdampfschiffslinie zwischen Nordamerika und Kontinentaleuropa eröffnet.

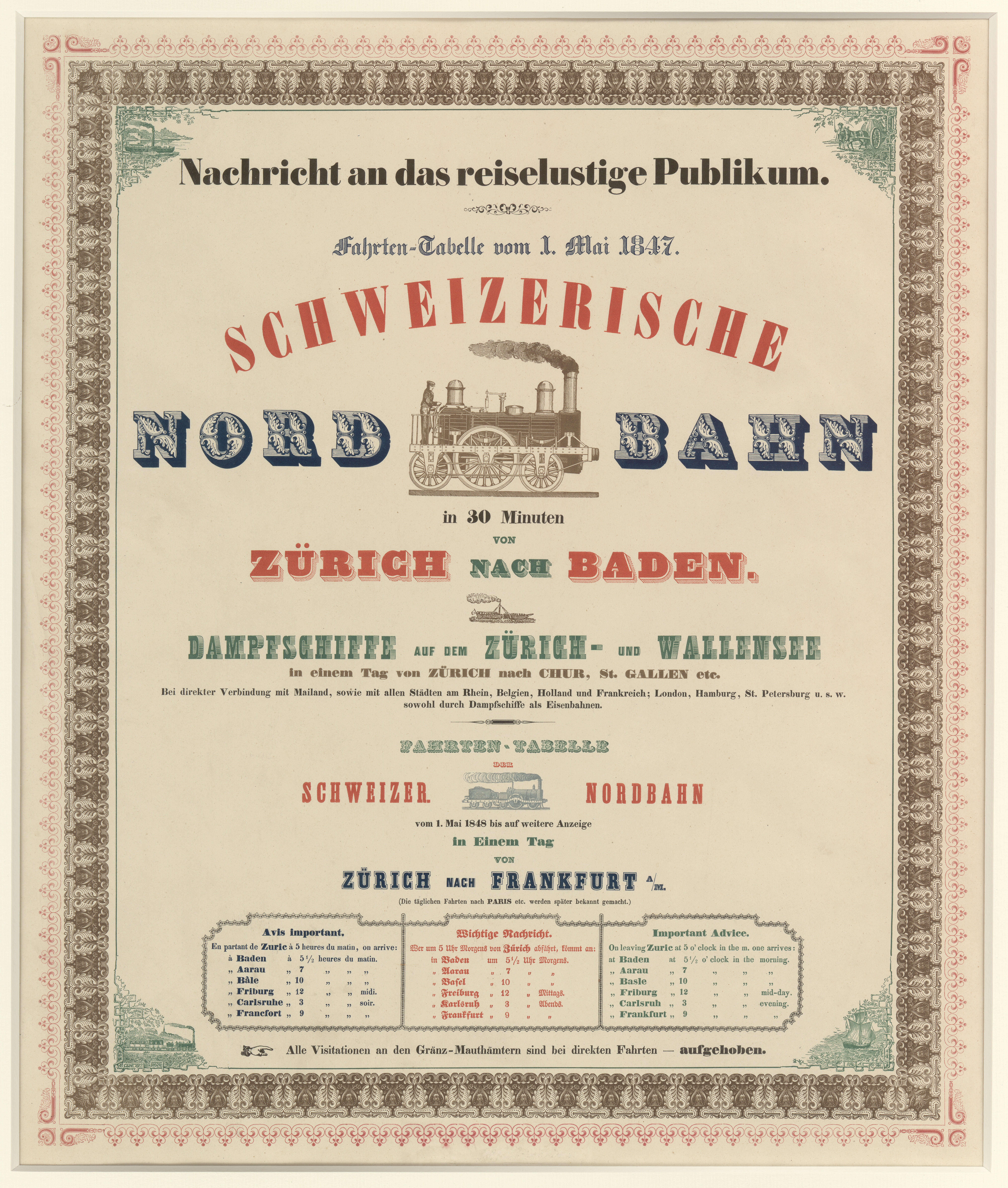
Plakat mit Fahrplan von 1847

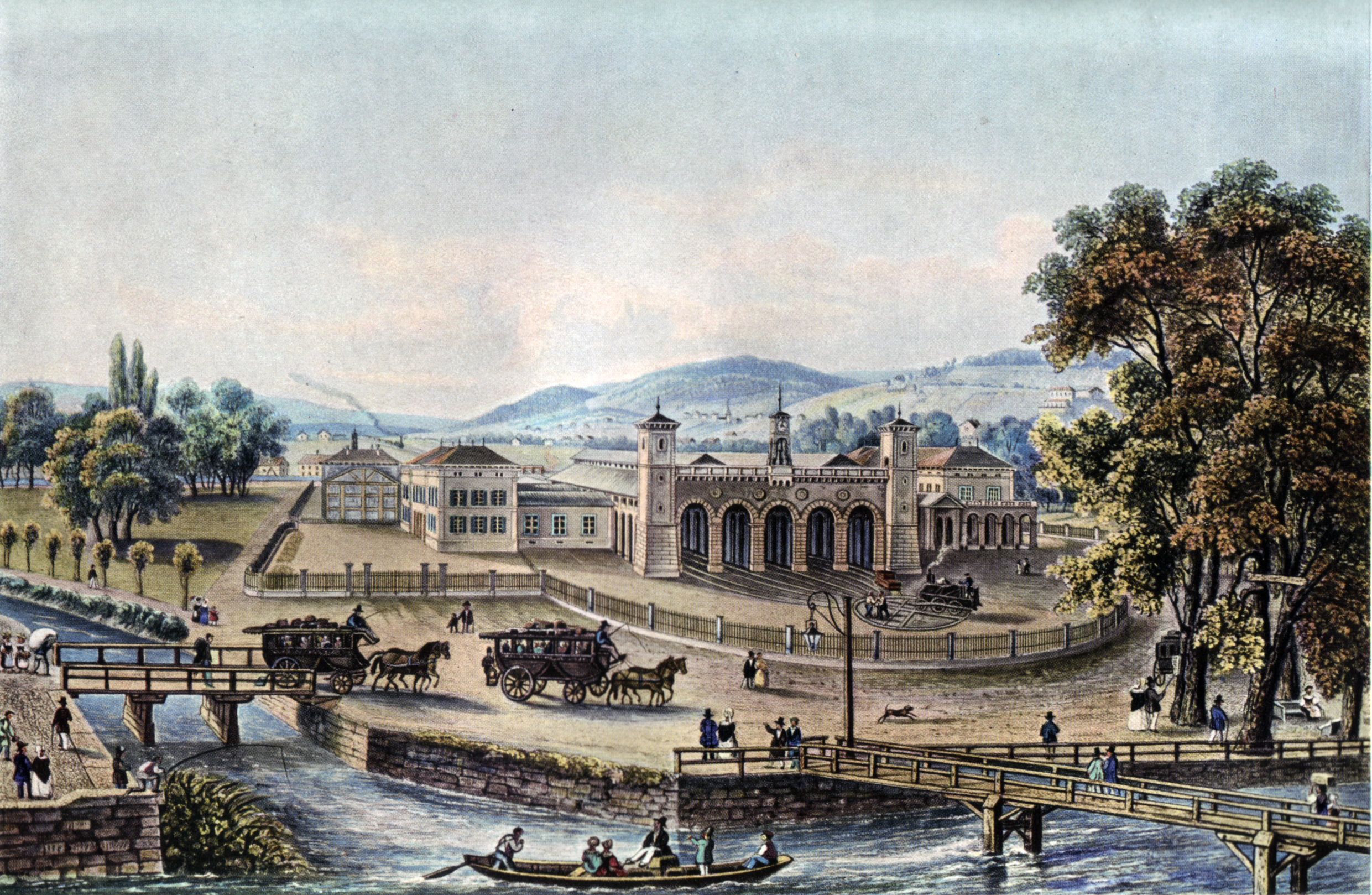
Der Bahnhof Zürich 1847

- 7. August: Geschichte der Schweizer Eisenbahn: Die erste zur Gänze in der Schweiz gelegene Eisenbahnstrecke, die „Spanisch-Brötli-Bahn“ zwischen Zürich und Baden AG, wird feierlich eröffnet. Der fahrplanmäßige Betrieb beginnt zwei Tage später.
- 1. September: Die Bahnstrecke Görlitz–Dresden wird feierlich eröffnet. Teil dieser Strecke ist unter anderem die Löwenbrücke bei Radeberg.
- 1. September: Der erste Streckenabschnitt der Ludwig-Süd-Nord-Bahn von Augsburg nach Kaufbeuren wird eröffnet.
- 18. September: Der Weilburger Schifffahrtstunnel im Herzogtum Nassau wird seiner Bestimmung übergeben.
- In Berlin wird der Hamburger Bahnhof eröffnet

### Wissenschaft und Technik

#### Naturwissenschaften
- 23. Juli: In Berlin referiert Hermann von Helmholtz über die Konstanz der Kraft und untermauert den Energieerhaltungssatz.
- 12. November: Der schottische Arzt James Young Simpson gibt in Edinburgh eine Schrift über die an sich selbst getestete Wirkung von Chloroform heraus. Er setzt in der Folge das Betäubungsmittel bei Gebärenden ein.
- Der Turiner Arzt Ascanio Sobrero stellt erstmals Nitroglycerin her.

#### Technische Entwicklungen
- Erfindung der zweiäugigen Stereokamera durch David Brewster

#### Weltumrundungen
- 14. Mai: Das britische Kriegsschiff HMS Driver kehrt nach Erledigung militärischer Aufträge als erstes Dampfschiff von einer Weltumrundung nach Spithead zurück.
- 24. August: Die dänische Korvette Galathea kehrt nach zweijähriger Reise um die Welt nach Kopenhagen zurück.

#### Lehre und Forschung
- 25. Februar: Die University of Iowa wird als erste Hochschule im US-Bundesstaat Iowa gegründet.
- 14. Mai: Als Kaiserliche Akademie der Wissenschaften erfolgt in Wien die Gründung der Österreichischen Akademie der Wissenschaften.

### Kultur

#### Bildende Kunst

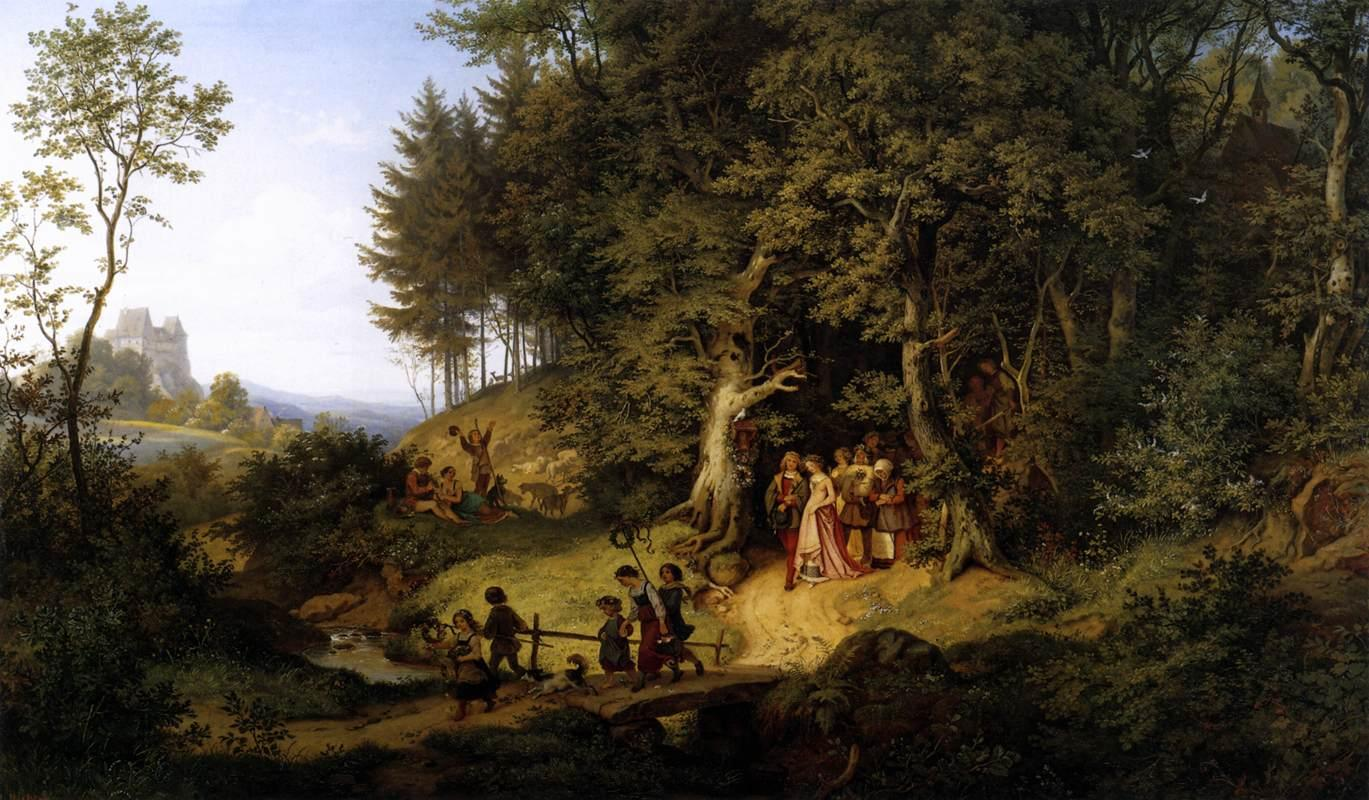
Brautzug im Frühling

- Ludwig Richter malt in Öl auf Leinwand sein bekanntestes Gemälde Brautzug im Frühling.
- Gründung der Architectural Association School of Architecture
- Adolph von Menzel malt das Gemälde Die Berlin-Potsdamer Bahn.

#### Musik und Theater
- 4. Februar: Die Uraufführung der Opera buffa Il birraio di Preston (Der Bierbrauer von Preston) von Luigi Ricci auf ein Libretto von  Francesco Guidi findet mit Erfolg am Teatro della Pergola in Florenz statt.
- 18. Februar: Die Oper Vielka von Giacomo Meyerbeer, eine Adaption seines Singspiels Ein Feldlager in Schlesien, dessen Text von Ludwig Rellstab und Charlotte Birch-Pfeiffer überarbeitet wurde, wird mit großem Erfolg am Theater an der Wien bei Wien uraufgeführt.

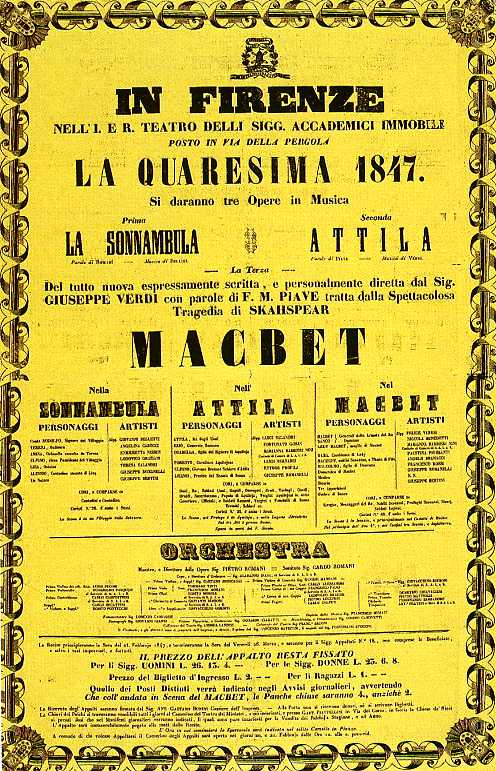
Theaterzettel der Uraufführung

- 14. März: Am Teatro della Pergola in Florenz hat Giuseppe Verdis Oper Macbeth ihre Uraufführung. Das Libretto von Francesco Maria Piave basiert auf der gleichnamigen Tragödie von William Shakespeare. Die Oper wird vom Publikum enthusiastisch aufgenommen, während die Kritik eher zurückhaltend reagiert und das Fehlen einer Liebesszene bemängelt.

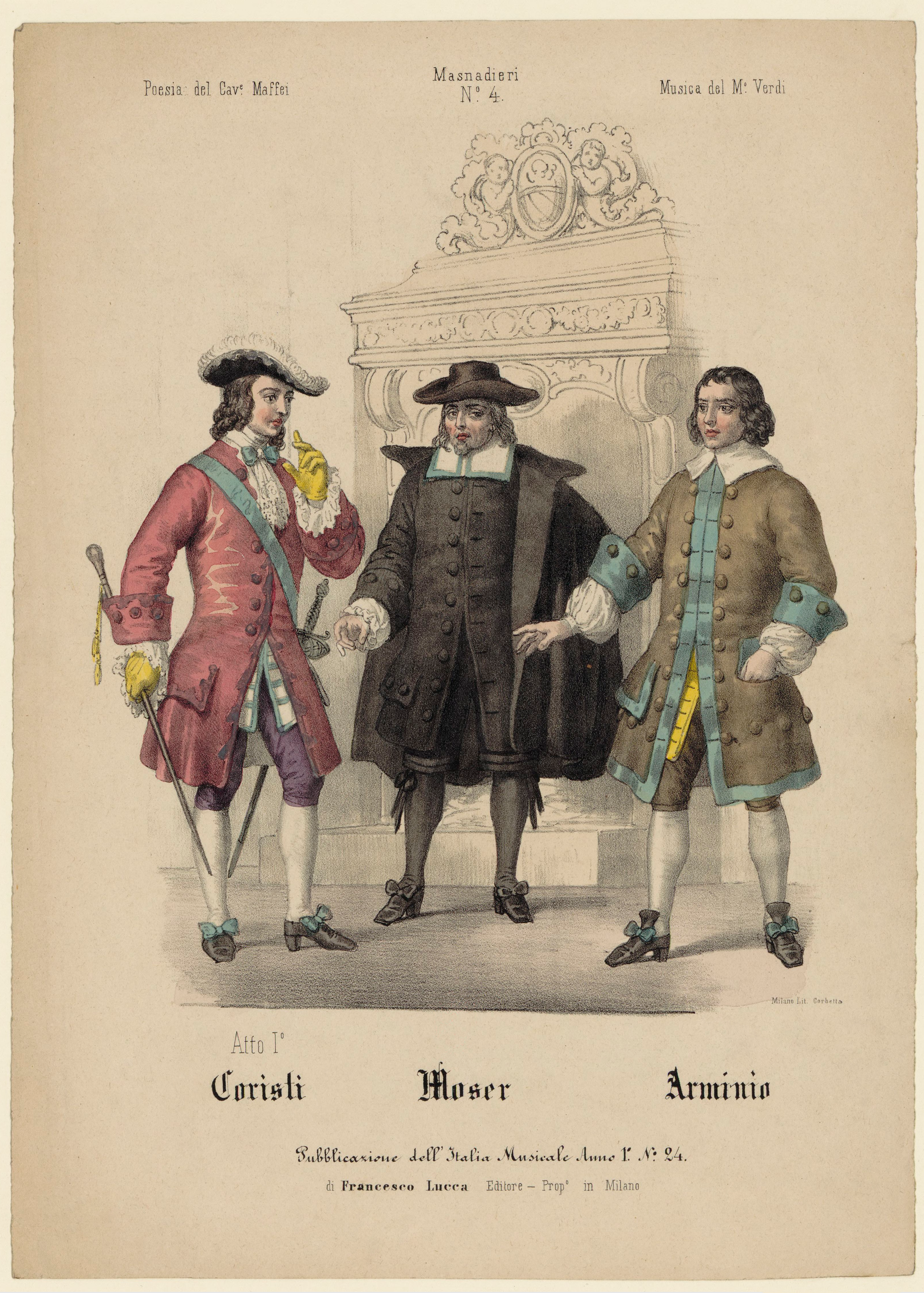
Kostüme für I masnadieri

- 22. Juli: Giuseppe Verdis Oper I masnadieri auf ein Libretto von Andrea Maffei nach dem Stück Die Räuber von Friedrich Schiller wird unter der Leitung des Komponisten am königlichen Opernhaus am Haymarket in London uraufgeführt. Auch hier reagiert das Publikum begeistert, während die Kritik Vorbehalte äußert.
- 11. September: Der Ohrwurm Oh! Susannah (I come from Alabama) des Komponisten Stephen Collins Foster wird erstmals in einem Saloon in Pittsburgh, Pennsylvania vorgetragen.
- 25. November: Martha oder Der Markt zu Richmond, eine romantisch-komische Oper in 4 Akten von Friedrich von Flotow und Friedrich Wilhelm Riese, wird im Theater an der Wien in Wien uraufgeführt.

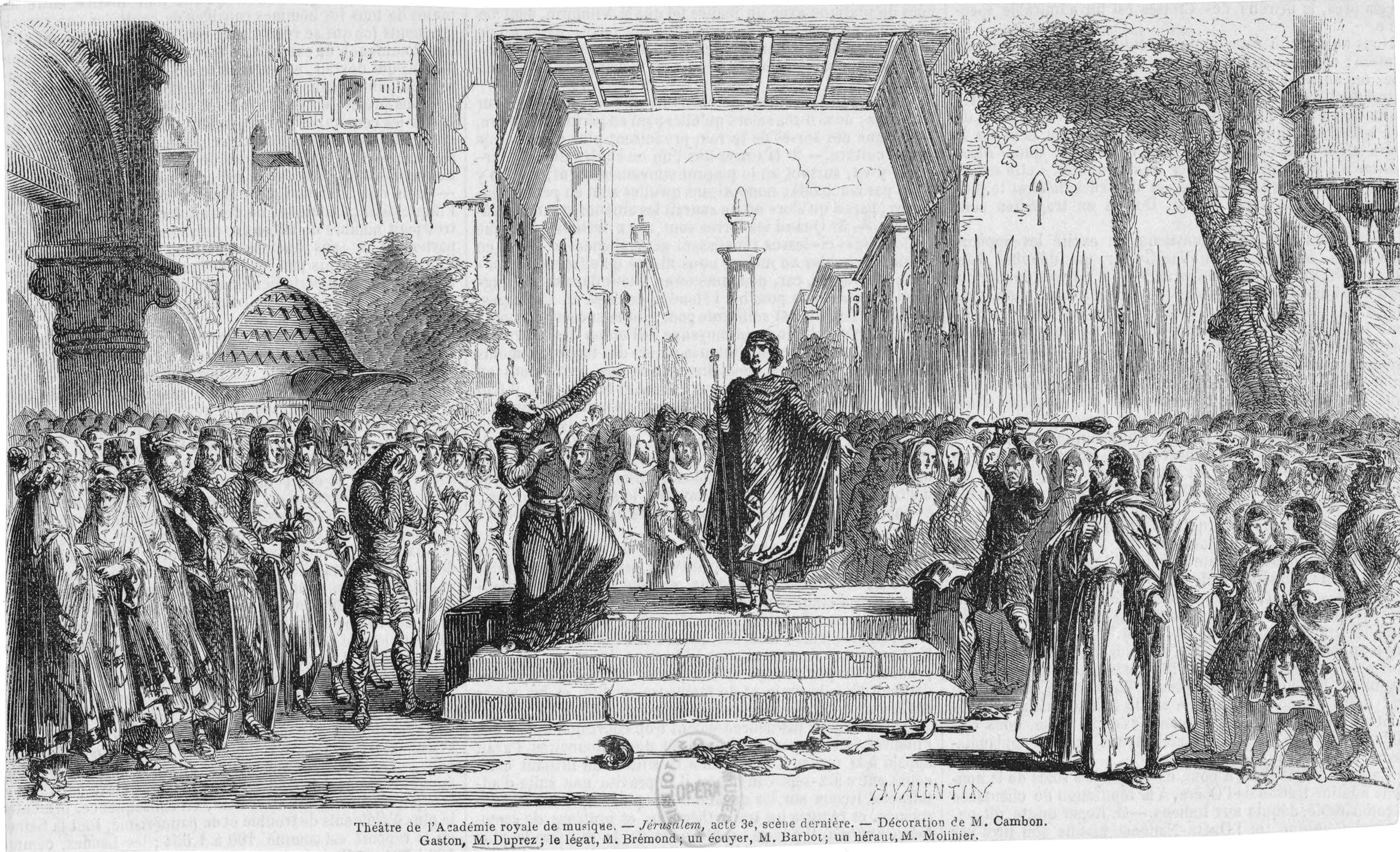
Schlussszene von Jérusalem 1847

- 26. November: An der Académie Royale de Musique in Paris wird Giuseppe Verdis erste französische Grand opéra Jérusalem uraufgeführt.
- 10. Dezember: Das nach Plänen der Architekten August Sicard von Sicardsburg und Eduard van der Nüll errichtete Carltheater in der Leopoldstadt bei Wien wird feierlich eröffnet. Der Abend wird mit einer Fest-Ouvertüre des mit Theaterdirektor Carl Carl befreundeten Stuttgarter Hofkapellmeisters Peter Joseph von Lindpaintner eingeleitet. Den Höhepunkt der Veranstaltung bildet die Uraufführung der Burleske Die schlimmen Buben in der Schule von Johann Nestroy, mit diesem in der Hauptrolle. Zwei Drittel der Einnahmen werden den Armen zugewendet.

### Gesellschaft
- 9. Mai: François Bullier eröffnet in Paris den Tanzsaal Jardin Bullier.

### Religion
- 25. März: Papst Pius IX. veröffentlicht die Enzyklika Praedecessores nostros.
- 30. März: Im von Preußens König Friedrich Wilhelm IV. erlassenen Toleranzedikt wird unter anderem der Kirchenaustritt erlaubt.
- 17. Juni: Papst Pius IX. veröffentlicht die Enzyklika Ubi primum.

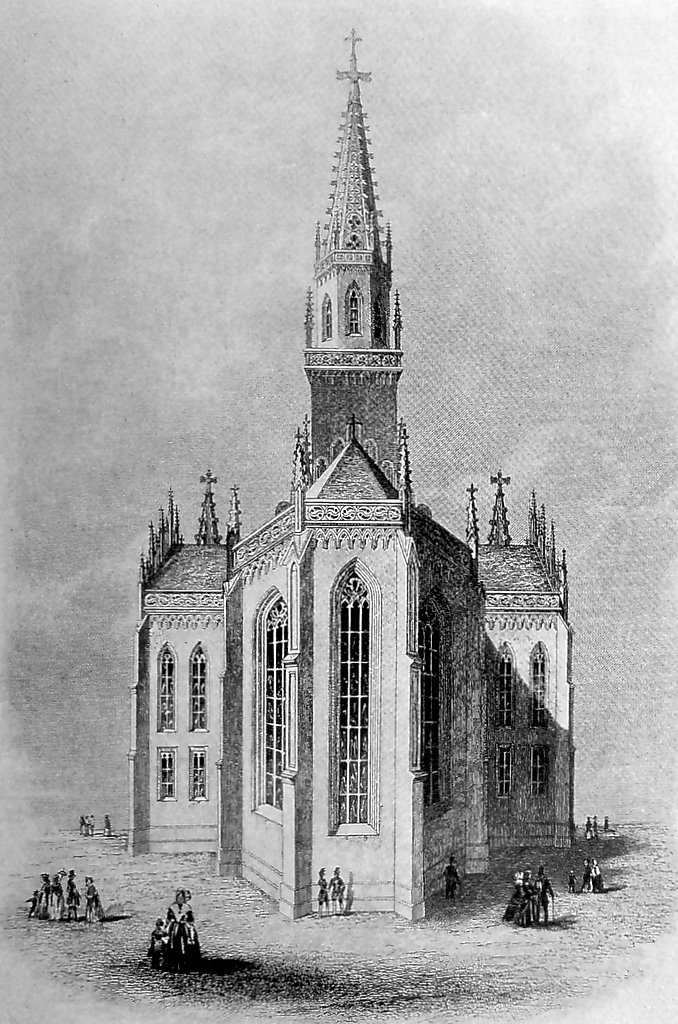
Trinitatiskirche:
Ostansicht von 1847

- 19. September: In Leipzig wird die von Carl Alexander Heideloff projektierte katholische Trinitatiskirche eingeweiht. Ihr Eisenträgerdach mit den Maßen 75 mal 24 Meter ist zu diesem Zeitpunkt das weltweit längste seiner Art.

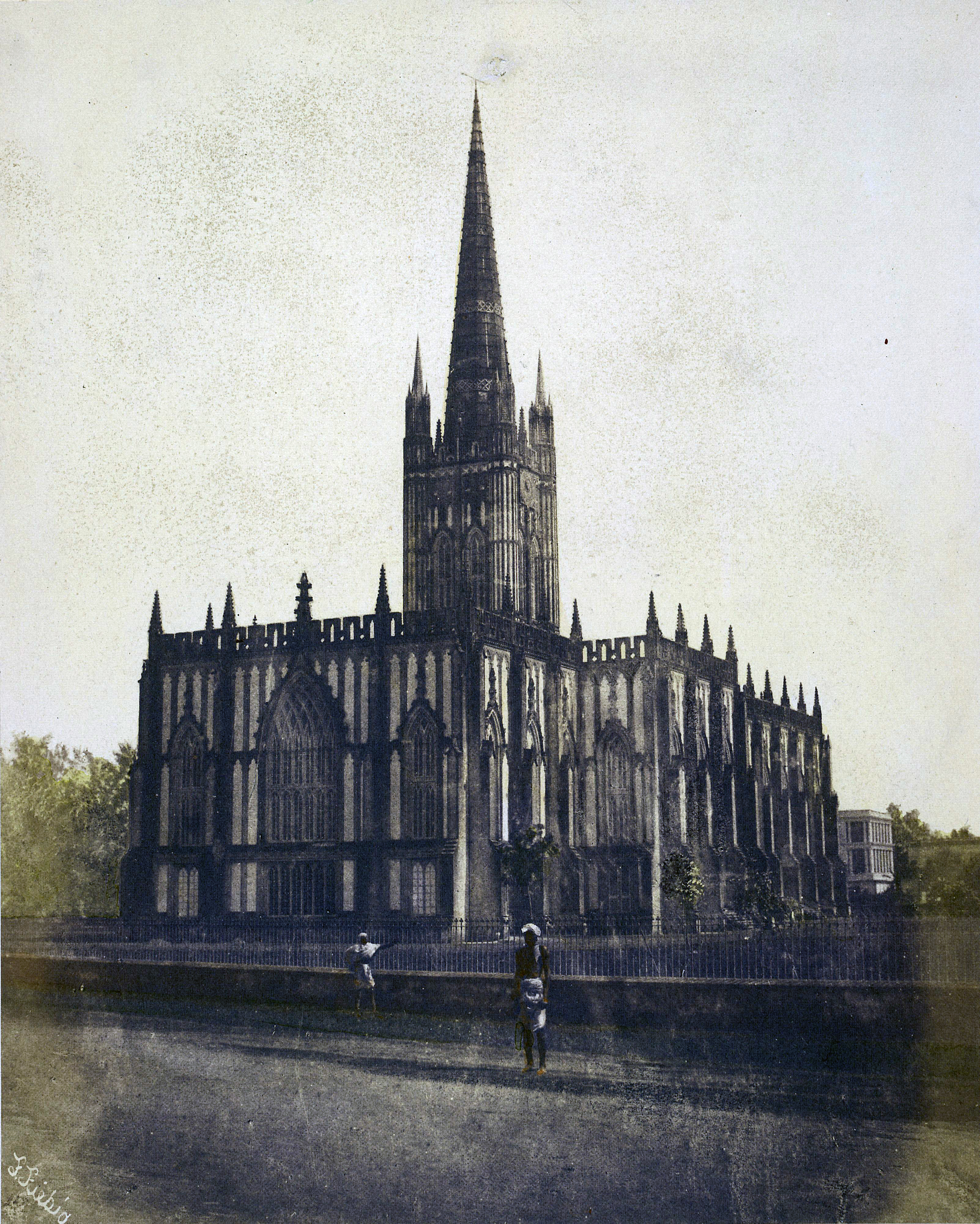
St Paul’s Cathedral, Calcutta, handkolorierte Lithografie von Frederick Fiebig, datiert 1851

- In Kalkutta wird die im neogotischen Stil errichtete St.-Pauls-Kathedrale eingeweiht.
- Johann Georg Müller wird Bischof von Münster.
- Josef von Lipp wird zum Zweiten Bischof von Rottenburg gewählt.

### Katastrophen

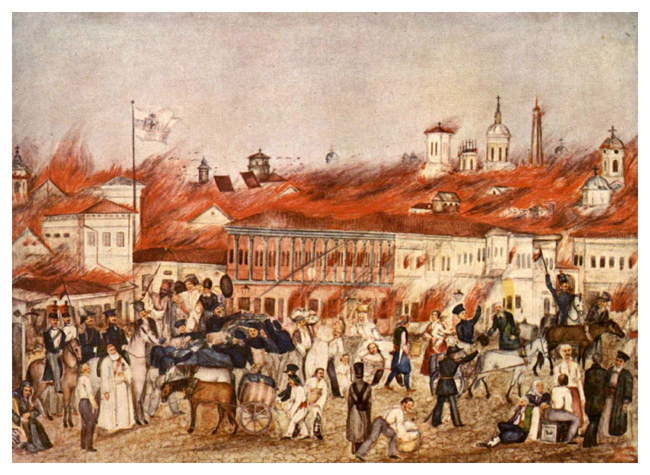
Der Brand von Bukarest

- 23. März: Ein Großbrand in Bukarest zerstört rund 2.000 Häuser. Nach einer überregionalen Hilfsaktion erfolgt ein planmäßiger Wiederaufbau der Stadt.
- 4. April: Das Münchner Hauptbahnhofgebäude brennt nieder.
- 24. Mai: Der Eisenbahnunfall auf der Dee-Brücke fordert mindestens fünf Todesopfer.
- 22. November: Auf dem Raddampfer Phoenix setzen überhitzte Dampfkessel die Holzverkleidung des Dampfers in Brand, der daraufhin in Flammen aufgeht und fünf Kilometer vor Sheboygan auf dem Michigansee ausbrennt. Etwa 250 Menschen sterben bei einem der schwersten Schiffsunglücke auf den Großen Seen.

Kleinere Unglücksfälle sind in den Unterartikeln von Katastrophe und in der Liste von Katastrophen aufgeführt.

## Historische Karten und Ansichten

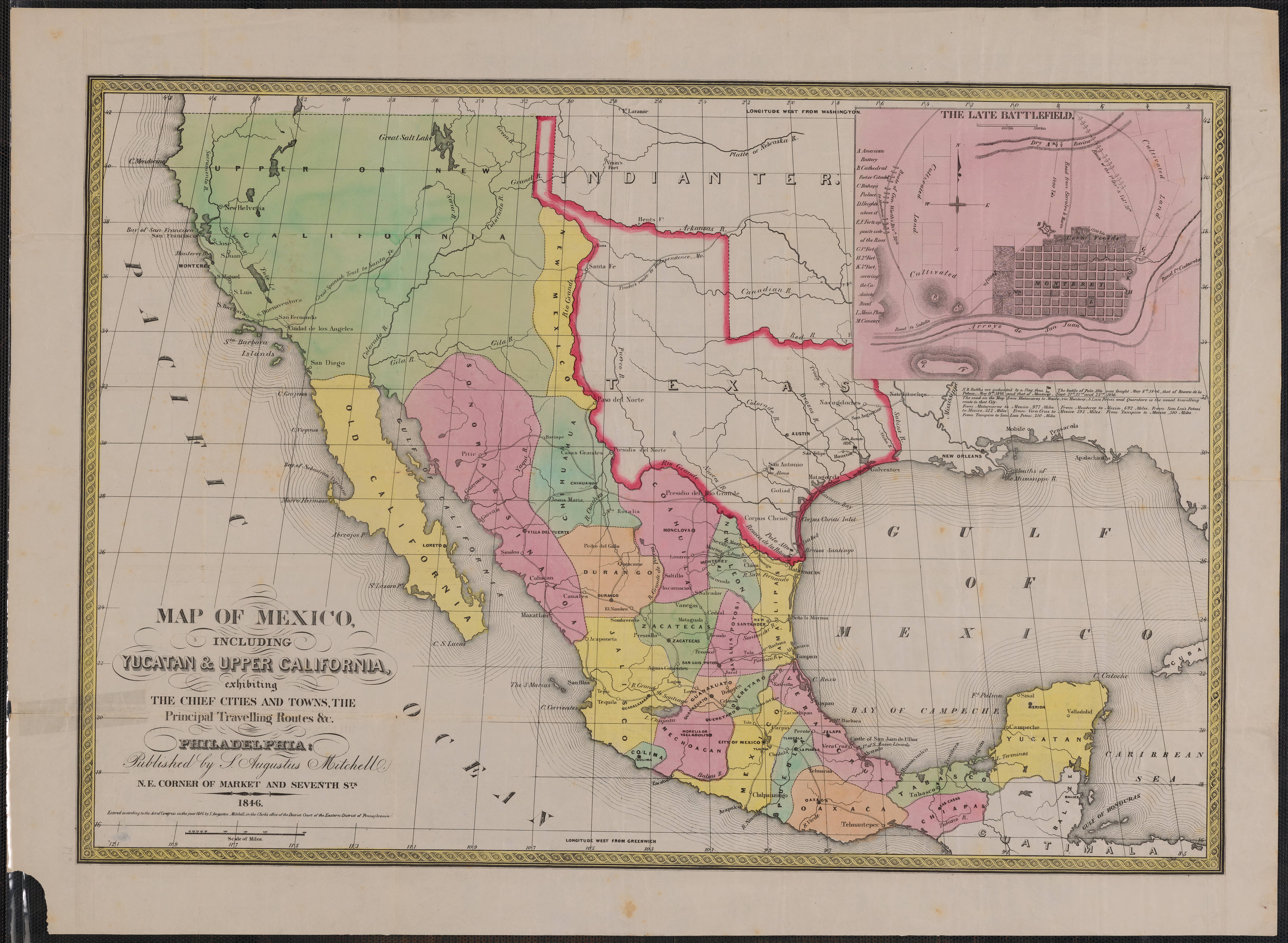
Mexiko 1847 mit Kalifornien

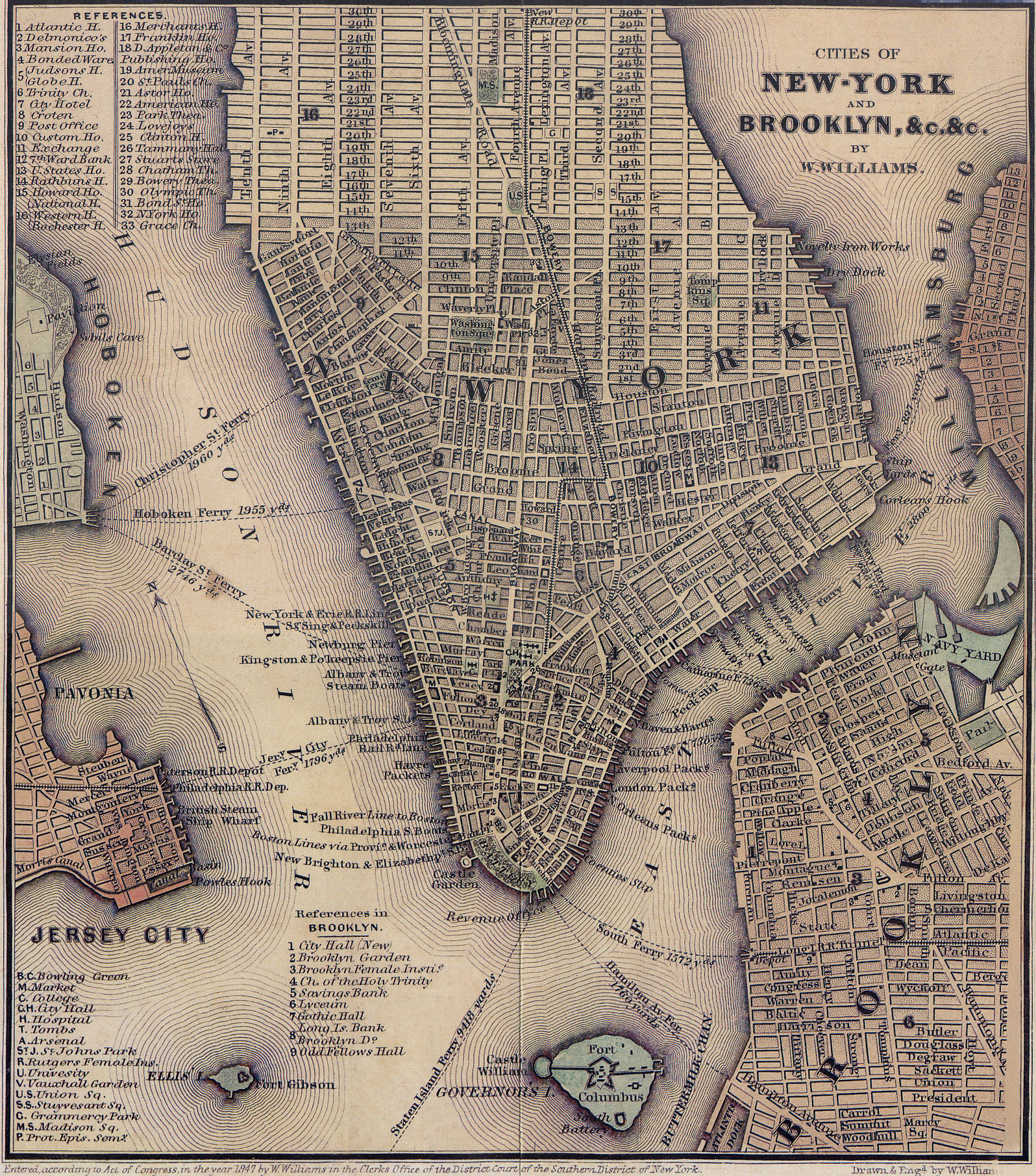
New York 1847

## Geboren

### Januar/Februar
- 01. Januar: Franz Rezek, österreichischer Militärkapellmeister und Komponist († 1912)
- 02. Januar: Julija Wsewolodowna Lermontowa, russische Chemikerin und die erste Frau, die in Chemie promovierte († 1919)
- 02. Januar: Hermann Riedel, deutscher Komponist und Dirigent († 1913)
- 06. Januar: Franz Wilhelm Dibelius, deutscher evangelischer Theologe († 1924)
- 06. Januar: Milovan Glišić, serbischer Schriftsteller und Übersetzer († 1908)
- 07. Januar: Jean Paul Richter, deutscher Kunsthistoriker († 1937)
- 09. Januar: Antonio Vico, römisch-katholischer Kardinal († 1929)
- 11. Januar: Thomas C. Catchings, US-amerikanischer Politiker († 1927)
- 16. Januar: Kálmán Mikszáth, ungarischer Schriftsteller († 1910)
- 17. Januar: Nikolai Jegorowitsch Schukowski, russischer Mathematiker († 1921)
- 28. Januar: Franziska Ellmenreich, deutsche Schauspielerin († 1931)
- 28. Januar: Heinrich Hess, Schweizer Lehrer, Verleger und Politiker († 1919)
- 04. Februar: Remus von Woyrsch, deutscher Generalfeldmarschall († 1920)
- 05. Februar: Hugo Oppenheim, deutscher Bankier († 1921)
- 07. Februar: Ernst Frank, deutscher Komponist und Dirigent († 1889)
- 08. Februar: Hermann Vöchting, deutscher Botaniker († 1917)

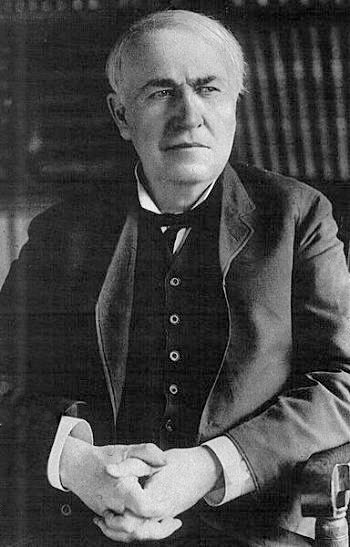
Thomas Alva Edison, 1915

- 11. Februar: Thomas Alva Edison, US-amerikanischer Erfinder († 1931)
- 12. Februar: Philipp zu Eulenburg, deutscher Diplomat († 1921)
- 13. Februar: Clelia Barbieri, italienische Ordensbegründerin († 1870)
- 13. Februar: Erich Graf Kielmansegg, österreichisch-ungarischer Politiker († 1923)
- 14. Februar: Konrad Hörni, Schweizer Unternehmer und Politiker († 1926)
- 15. Februar: Robert Fuchs, österreichischer Komponist († 1927)
- 16. Februar: Karl Bücher, deutscher Volkswirtschaftler († 1930)
- 16. Februar: Carl von Horn, bayerischer Generaloberst und Kriegsminister († 1923)
- 16. Februar: Philipp Scharwenka, deutscher Komponist und Musikpädagoge († 1917)
- 17. Februar: Charles Webster Leadbeater, Priester, Theosoph und Okkultist († 1934)
- 17. Februar: Paul Georg von Möllendorff, deutscher Sprachwissenschaftler und Diplomat († 1901)
- 17. Februar: Otto Albert Blehr, norwegischer liberaler Politiker († 1927)
- 22. Februar: Sophie, bayrische Prinzessin, Herzogin von Alençon-Orleans († 1897)
- 22. Februar: Thornton Chase, US-amerikanischer Autor († 1912)
- 23. Februar: Franz Peterelli, Schweizer Landwirt, Jurist und Politiker († 1907)
- 27. Februar: Ellen Terry, englische Bühnenschauspielerin († 1928)

### März/April
- 02. März: Cayetano L. Arellano, philippinischer Jurist († 1920)
- 02. März: Max O’Rell, französischer Autor und Journalist († 1903)

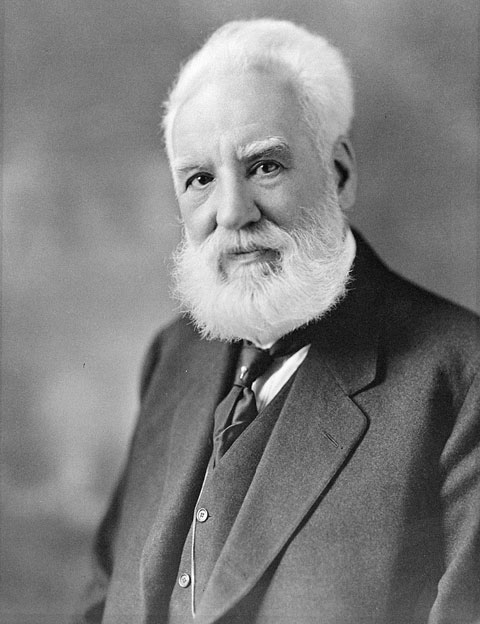
Alexander Graham Bell

- 03. März: Alexander Graham Bell, britischer Sprachtherapeut, Erfinder und Großunternehmer († 1922)
- 04. März: Carl Josef Bayer, österreichischer Chemiker († 1904)
- 04. März: Domenico Ferrata, Kardinalstaatssekretär († 1914)
- 06. März: Cesare Arzelà, italienischer Mathematiker († 1912)
- 06. März: Johann Georg Hagen, österreichischer Jesuit und Astronom († 1930)
- 07. März: James Capehart, US-amerikanischer Politiker († 1921)
- 08. März: Carl von Bach, deutscher Professor und Maschineningenieur († 1931)
- 08. März: Hermann Winkelmann, deutscher Opernsänger († 1912)
- 09. März: Martin Marsick, belgischer Violinvirtuose und -lehrer († 1924)
- 13. März: Pietro Musone, italienischer Komponist († 1879)
- 13. März: Francis S. White, US-amerikanischer Politiker († 1922)
- 18. März: William O’Connell Bradley, US-amerikanischer Politiker († 1914)
- 20. März: Gavriil Musicescu, rumänischer Komponist († 1903)
- 23. März: Karl Heinisch, deutscher Maler († 1923)

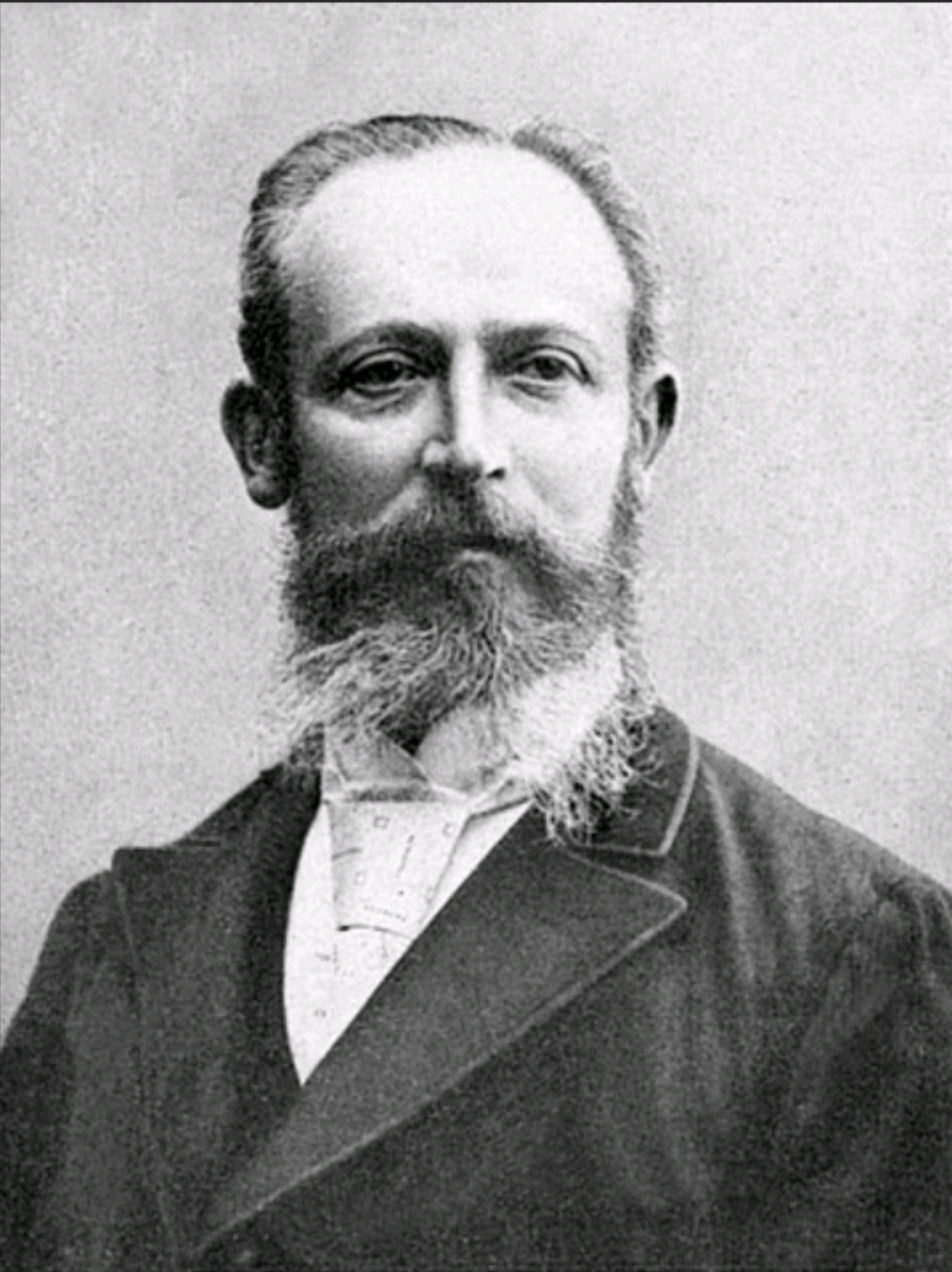
Otto Wallach

- 27. März: Otto Wallach, deutscher Chemiker († 1931)
- 28. März: Gyula Farkas, ungarischer Physiker und Mathematiker († 1930)
- 29. März: John D. Works, US-amerikanischer Politiker († 1928)
- 31. März: Hermann Volz, deutscher Bildhauer († 1941)
- 31. März: Jaroslaw de Zielinski, US-amerikanischer Pianist, Organist, Chorleiter, Musikpädagoge und Komponist († 1922)
- 02. April: Warren Miller, US-amerikanischer Politiker († 1920)
- 03. April: Atterson W. Rucker, US-amerikanischer Politiker († 1924)
- 04. April: Max Pommer, deutscher Architekt und Bauunternehmer († 1915)
- 07. April: Jens Peter Jacobsen, dänischer Schriftsteller († 1885)
- 08. April: Emil Kirdorf, deutscher Industrieller und Protegé Adolf Hitlers († 1938)
- 08. April: Frederick Brotherton Meyer, britischer Baptistenpastor, Evangelist, Missionar und Autor († 1929)
- 08. April: Karl Wittgenstein, deutscher Unternehmer († 1913)

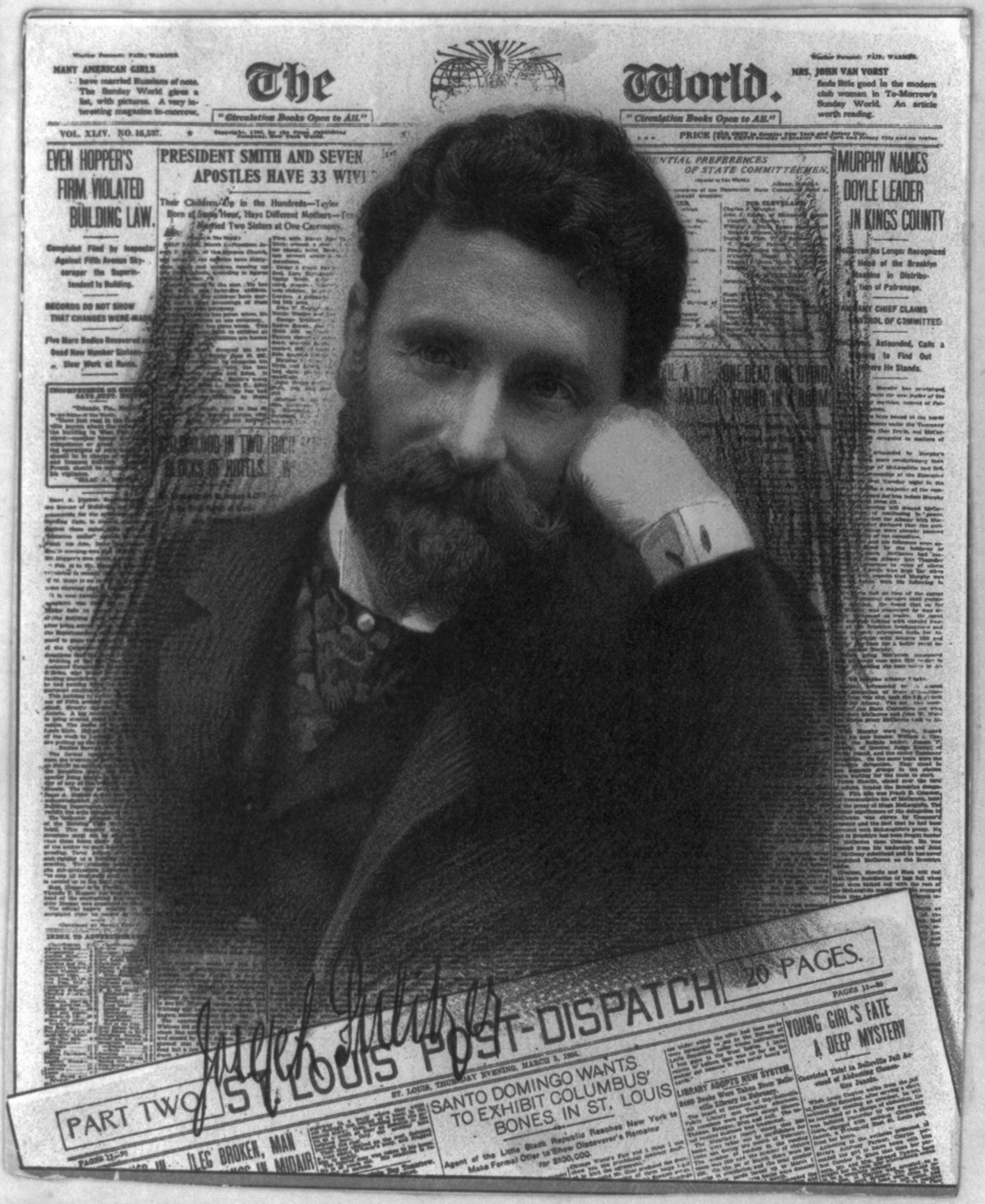
Joseph Pulitzer

- 10. April: Joseph Pulitzer, US-amerikanischer Journalist und Herausgeber († 1911)
- 13. April: Karl Kloß, deutscher Gewerkschafter († 1908)
- 13. April: Cornelis Pijnacker Hordijk, Generalgouverneur von Niederländisch-Indien († 1908)
- 16. April: August Bender, deutscher Chemiker und Unternehmer († 1926)
- 18. April: Karl Eisenlohr, deutscher Mediziner († 1896)
- 19. April: Ferdinand Fellner d. J., österreichischer Architekt († 1916)
- 19. April: Eva Gonzalès, französische Malerin des Impressionismus († 1883)
- 19. April: Hermann Rietschel, Begründer der Heizungs- und Klimatechnik († 1914)
- 20. April: Ferdinand Rüegg, Bischof von St. Gallen († 1913)
- 24. April: Otto Leixner von Grünberg, österreichischer Schriftsteller und Literaturhistoriker († 1907)
- 26. April: Hans Wilhelm Auer, Schweizer Architekt († 1906)
- 29. April: Carl Joachim Andersen, dänischer Flötist, Dirigent und Komponist († 1909)
- 29. April: Louis Riedel, deutscher Mundartdichter († 1919)
- 30. April: Johan Jacob Ahrenberg, finnlandschwedischer Architekt und Schriftsteller († 1914)
- 30. April: Joseph H. Earle, US-amerikanischer Politiker († 1897)

### Mai/Juni
- 07. Mai: Archibald Philip Primrose, britischer Staatsmann († 1929)
- 10. Mai: Wilhelm Killing, deutscher Mathematiker († 1923)
- 10. Mai: May French Sheldon, US-amerikanische Forschungsreisende und Autorin († 1936)
- 11. Mai: Godefroid Kurth, belgischer Historiker († 1916)
- 13. Mai: Johannes Haarklou, norwegischer Komponist († 1925)
- 18. Mai: Karl von Schwartz, deutscher Theologe († 1923)
- 21. Mai: Emerich Robert, österreichisch-ungarischer Schauspieler († 1899)
- 23. Mai: Heinrich Kämpchen, deutscher Schriftsteller († 1912)
- 24. Mai: Wilhelm Haarmann, deutscher Chemiker († 1931)
- 25. Mai: John Alexander Dowie, britisch-amerikanischer Prediger, Kirchen- und Stadtgründer († 1907)
- 26. Mai: John Green Brady, US-amerikanischer Politiker († 1918)
- 26. Mai: Edward R. Hays, US-amerikanischer Politiker († 1896)
- 30. Mai: Ottilie Baader, deutsche Frauenrechtlerin und Sozialistin († 1925)
- 08. Juni: Heinrich Gassner, Oberbürgermeister von Mainz († 1905)
- 09. Juni: Alajos Hauszmann, österreich-ungarischer Architekt († 1926)
- 09. Juni: Charles P. Snyder, US-amerikanischer Politiker († 1915)
- 11. Juni: Millicent Garrett Fawcett, britische Frauenrechtlerin († 1929)
- 12. Juni: Friedrich von Payer, deutscher Politiker († 1931)
- 13. Juni: Eduard Gaston Pöttickh von Pettenegg, Ritter des Deutschen Ordens und Priester († 1918)
- 13. Juni: John M. Pattison, US-amerikanischer Politiker († 1906)
- 19. Juni: Walter Caspari, deutscher Theologe und Geistlicher († 1923)
- 19. Juni: Ernst Justus Haeberlin, deutscher Numismatiker und Rechtsanwalt († 1925)
- 20. Juni: Gina Krog, norwegische Frauenrechtlerin († 1916)
- 24. Juni: Gaston Salvayre, französischer Komponist († 1916)
- 26. Juni: Conrad Justus Bredenkamp, deutscher Theologe und Hochschullehrer († 1904)
- 29. Juni: Paul Flechsig, deutscher Psychiater und Hirnforscher († 1929)

### Juli/August
- 01. Juli: Heinrich Gelzer, Schweizer klassischer Philologe, Althistoriker und Byzantinist († 1906)
- 03. Juli: Max Bösenberg, deutscher Architekt († 1918)
- 03. Juli: Jakob Buser, Schweizer Bankdirektor und Politiker († 1914)
- 04. Juli: Julius Lassen, dänischer Jurist († 1923)
- 08. Juli: Carl Bernhard von Ibell, Rechtsanwalt und Notar, Oberbürgermeister von Wiesbaden († 1924)
- 09. Juli: Nikolai von Astudin, russischer Landschaftsmaler († 1925)
- 09. Juli: Wong Fei Hung, chinesischer Arzt und Kampfkünstler († 1924)
- 10. Juli: Henry A. Houston, US-amerikanischer Politiker († 1925)
- 10. Juli: Marie Müller, österreichische Malerin († 1935)
- 12. Juli: Karl Heinrich Barth, deutscher Klavierpädagoge und Pianist († 1922)
- 14. Juli: Gustav Eberlein, deutscher Bildhauer, Maler und Schriftsteller († 1926)

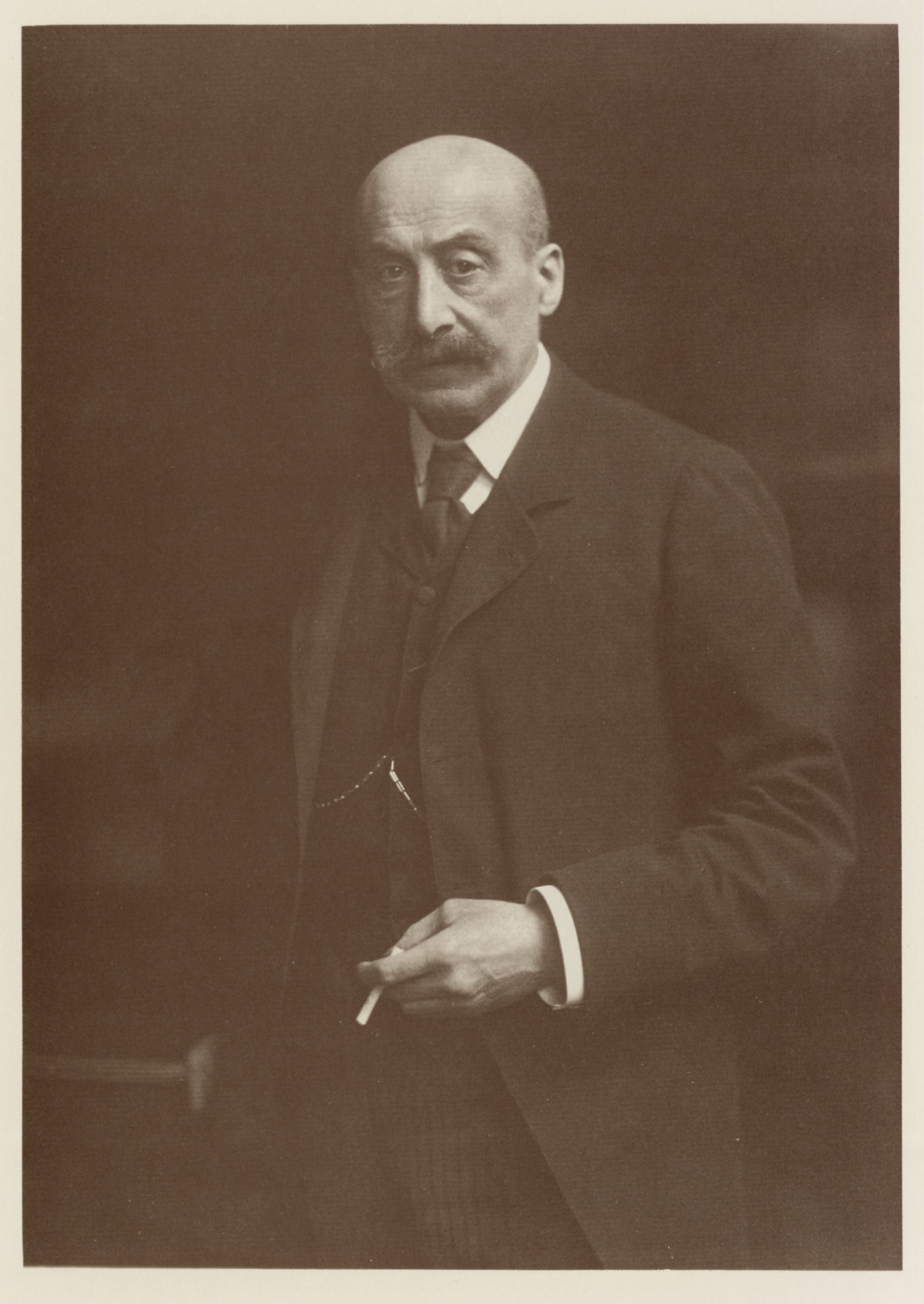
Max Liebermann 1904

- 20. Juli: Max Liebermann, deutscher Maler († 1935)
- 24. Juli: Margarete Steiff, Unternehmerin und Gründerin der Firma Steiff (Steiff-Tiere) († 1909)

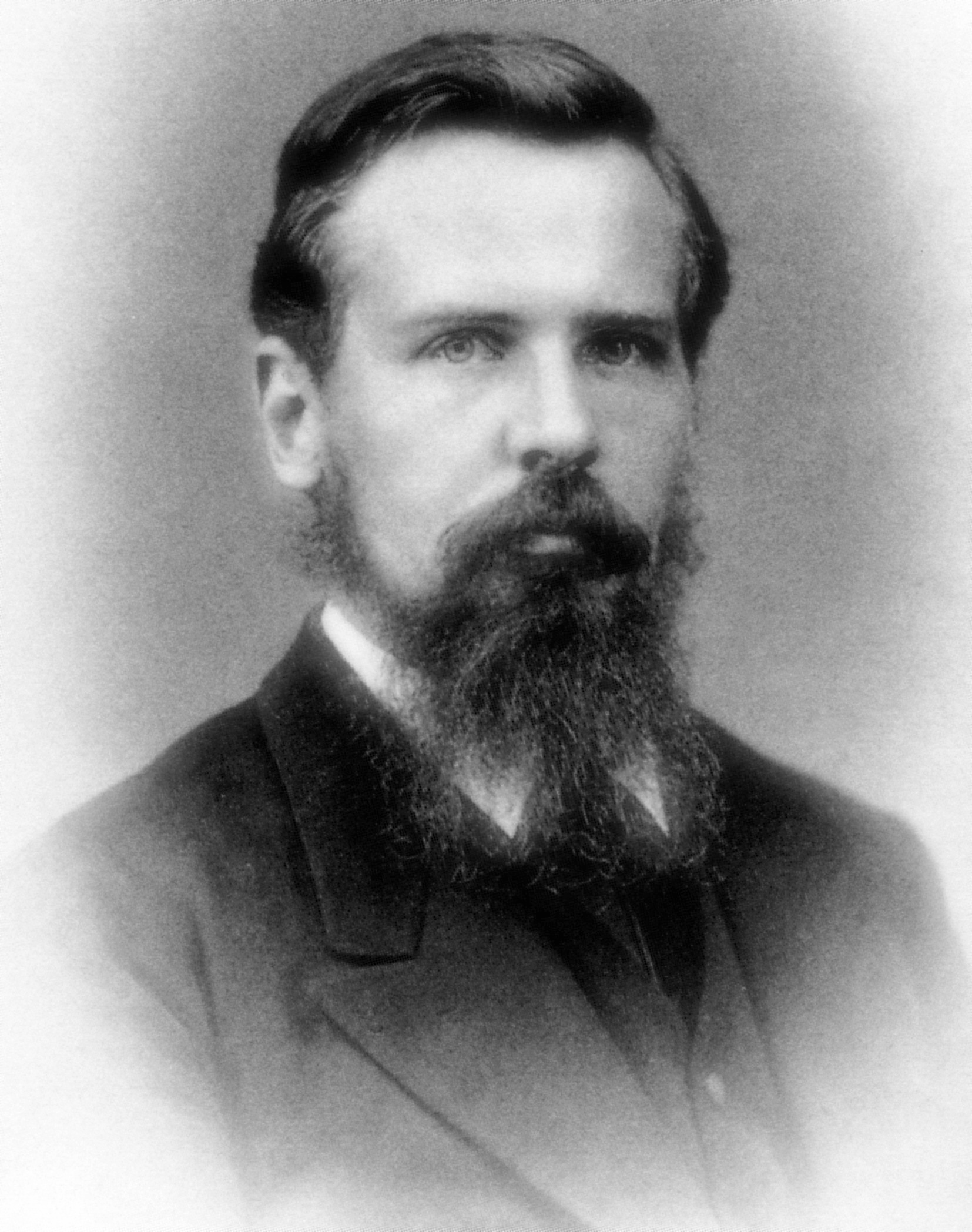
Paul Langerhans, 1878

- 25. Juli: Paul Langerhans, deutscher Pathologe († 1888)
- 27. Juli: Otto Perutz, deutscher Unternehmer († 1922)
- 29. Juli: Theophil Forchhammer, Schweizer Komponist, Kirchenmusiker und Organist († 1923)
- 29. Juli: Thomas S. Martin, US-amerikanischer Politiker († 1919)
- 29. Juli: Doris von Scheliha, deutsche Schriftstellerin († 1925)
- 03. August: Emil Ferdinand Fehling, deutscher Politiker († 1927)
- 03. August: Jan de Louter, niederländischer Staats- und Völkerrechtler († 1932)
- 04. August: Caroline Barbey-Boissier, Schweizer Botanikerin und Schriftstellerin († 1918)
- 04. August: Julius Bodenstein, deutscher Landschaftsmaler († 1932)

Erzherzog Ludwig Salvator von Österreich-Toskana (ca. 1875)

- 04. August: Ludwig Salvator, Erzherzog von Österreich und Toskana († 1915)
- 10. August: Wilhelm Rein, deutscher Pädagoge und später Vertreter des Herbartianismus († 1929)
- 11. August: Eduard Bally, Schweizer Unternehmer und Politiker († 1926)
- 12. August: Raimund Grübl, österreichischer Jurist und Politiker († 1898)
- 13. August: Georg Friedrich Bihl, deutscher Architekt († 1935)
- 13. August: Georgi Stranski, bulgarischer Arzt, Revolutionär und Politiker († 1904)
- 14. August: Robert Comtesse, Schweizer Politiker († 1922)
- 20. August: Bolesław Prus, polnischer Schriftsteller und Publizist († 1912)
- 22. August: John Forrest, australischer Entdecker und Politiker († 1918)
- 26. August: August Amrhein, deutscher Geistlicher († 1934)
- 26. August: Richard Godeffroy, österreichischer Chemiker († 1895)
- 28. August: Nathan Fellows Dixon, US-amerikanischer Politiker († 1897)
- 28. August: Bellamy Storer, US-amerikanischer Diplomat und Politiker († 1922)
- 29. August: Moritz von Egidy, deutscher Offizier und Moralphilosoph († 1898)
- 30. August: Ernst Julius Arnold, deutscher Politiker († 1926)

### September/Oktober
- 02. September: Heinrich Kielhorn, deutscher Pionier der Sonderschulpädagogik († 1934)
- 03. September: James Hannington, britischer Missionar und Bischof († 1885)
- 05. September: Jesse James, US-amerikanischer Revolverheld († 1882)
- 05. September: Ella Magnussen, deutsche Malerin († 1911)
- 10. September: Osee M. Hall, US-amerikanischer Politiker († 1914)
- 10. September: John R. Lynch, US-amerikanischer Politiker († 1939)
- 15. September: Friedrich von Schele, deutscher Offizier und Gouverneur von Deutsch-Ostafrika († 1904)
- 20. September: Paul-Joseph Bodin, französischer Bauingenieur († 1926)
- 21. September: Charles James Faulkner, US-amerikanischer Politiker († 1929)
- 26. September: Anna von Lieben, wurde bekannt als Sigmund Freuds Patientin Cäcilie M. († 1900)
- 30. September: Henry Augustus Buchtel, US-amerikanischer Politiker († 1924)
- 30. September: James Taliaferro, US-amerikanischer Politiker († 1934)
- 01. Oktober: Annie Besant, britische Frauenrechtlerin, Theosophin und Autorin († 1933)

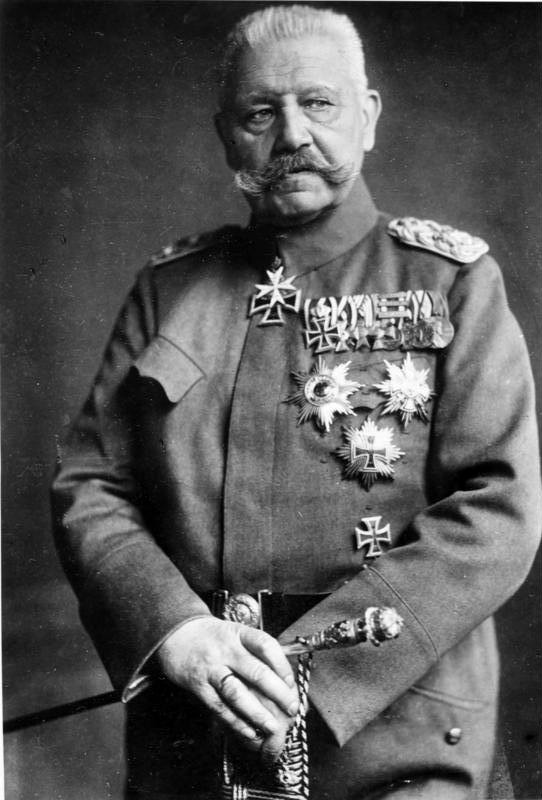
Paul von Hindenburg

- 02. Oktober: Paul von Hindenburg, deutscher Generalfeldmarschall, Reichspräsident der Weimarer Republik († 1934)
- 03. Oktober: Carl Friedrich Glasenapp, russischer Staatsrat, Richard-Wagner-Biograph († 1915)

Agneta Matthes

- 04. Oktober: Agneta Matthes, niederländische Unternehmerin († 1909)
- 06. Oktober: Adolf von Hildebrand, deutscher Bildhauer († 1921)
- 07. Oktober: Emil Holub, böhmischer Afrikaforscher († 1902)
- 07. Oktober: Nathan Zuntz, deutscher Mediziner jüdischen Glaubens († 1920)
- 07. Oktober: Alexander Franken, deutscher Rechtswissenschaftler († 1896)
- 16. Oktober: Maria Pia von Savoyen, italienische Prinzessin und portugiesische Königin († 1911)
- 17. Oktober: Chiquinha Gonzaga, brasilianische Pianistin und Komponistin († 1935)
- 20. Oktober: Oscar Swahn, schwedischer Sportschütze und ältester Olympiasieger († 1927)
- 20. Oktober: Kurt Bernhardi, deutscher Pädagoge († 1892)
- 21. Oktober: Edvard Brandes, dänischer Kulturpolitiker und Schriftsteller († 1931)
- 21. Oktober: Giuseppe Giacosa, italienischer Dichter, Schauspieler und Librettist († 1906)
- 22. Oktober: Koos de la Rey, burischer General († 1914)
- 24. Oktober: John P. Buchanan, US-amerikanischer Politiker, Gouverneur von Tennessee († 1930)
- 25. Oktober: Karl Alfred Lanz Schweizer Maler und Bildhauer († 1907)
- 26. Oktober: Haydn Keeton, englischer Organist, Musikpädagoge und Komponist († 1921)
- 29. Oktober: Philipp Christian Theodor Conrad von Schubert, preußischer Offizier und Mitglied des Deutschen Reichstags († 1924)
- 31. Oktober: Galileo Ferraris, italienischer Ingenieur und Physiker († 1897)

### November/Dezember
- 01. November: Emma Albani, kanadische Sängerin († 1930)
- 01. November: Karl Augustin, deutscher Weihbischof († 1919)
- 01. November: Hiệp Hòa, sechster Kaiser der vietnamesischen Nguyễn-Dynastie († 1883)
- 02. November: Georges Sorel, französischer Ingenieur und Sozialphilosoph († 1922)
- 04. November: Gustav Hirschfeld, deutscher Archäologe († 1895)
- 06. November: Lothar Meggendorfer, Karikaturist und Maler († 1925)
- 07. November: Volkmar Otto Erdmann von Arnim, deutscher Marineoffizier († 1923)
- 07. November: Karl Koehl, deutscher Arzt und Prähistoriker († 1929)
- 08. November: George Armitstead, russischer Ingenieur, Unternehmer und der vierte Bürgermeister Rigas († 1912)

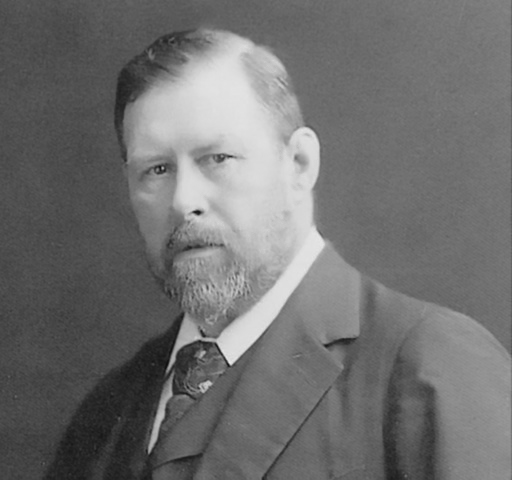
Bram Stoker

- 08. November: Bram Stoker, irischer Schriftsteller († 1912)
- 08. November: Carlo Alberto Castigliano, italienischer Baumeister, Ingenieur und Wissenschaftler († 1884)
- 08. November: Jean Casimir-Périer, französischer Staatspräsident, Ministerpräsident († 1907)
- 11. November: Marie Andree-Eysn, österreichische Volkskundlerin, Botanikerin und Sammlerin († 1929)
- 14. November: Jekaterina Michailowna Dolgorukaja, zweite Frau des Zaren Alexander II. von Russland († 1922)
- 15. November: Albert Lang, deutscher Maler und Graphiker († 1933)
- 18. November: Eliška Krásnohorská, tschechische Schriftstellerin († 1926)
- 18. November: Hermann von Tappeiner, österreichischer Mediziner und Pharmakologe († 1927)
- 20. November: Nelson B. McCormick, US-amerikanischer Politiker († 1914)
- 24. November: Alexander Edmund Batson Davie, kanadischer Politiker († 1889)
- 25. November: Philipp Biedert, deutscher Kinderarzt und Hochschullehrer († 1916)
- 26. November: Dagmar von Dänemark, als Marja Fjodorowna Frau Zar Alexanders III. von Russland († 1928)
- 27. November: Andreas Arzruni, armenischer Mineraloge († 1898)
- 30. November: August Klughardt, deutscher Komponist und Dirigent († 1902)

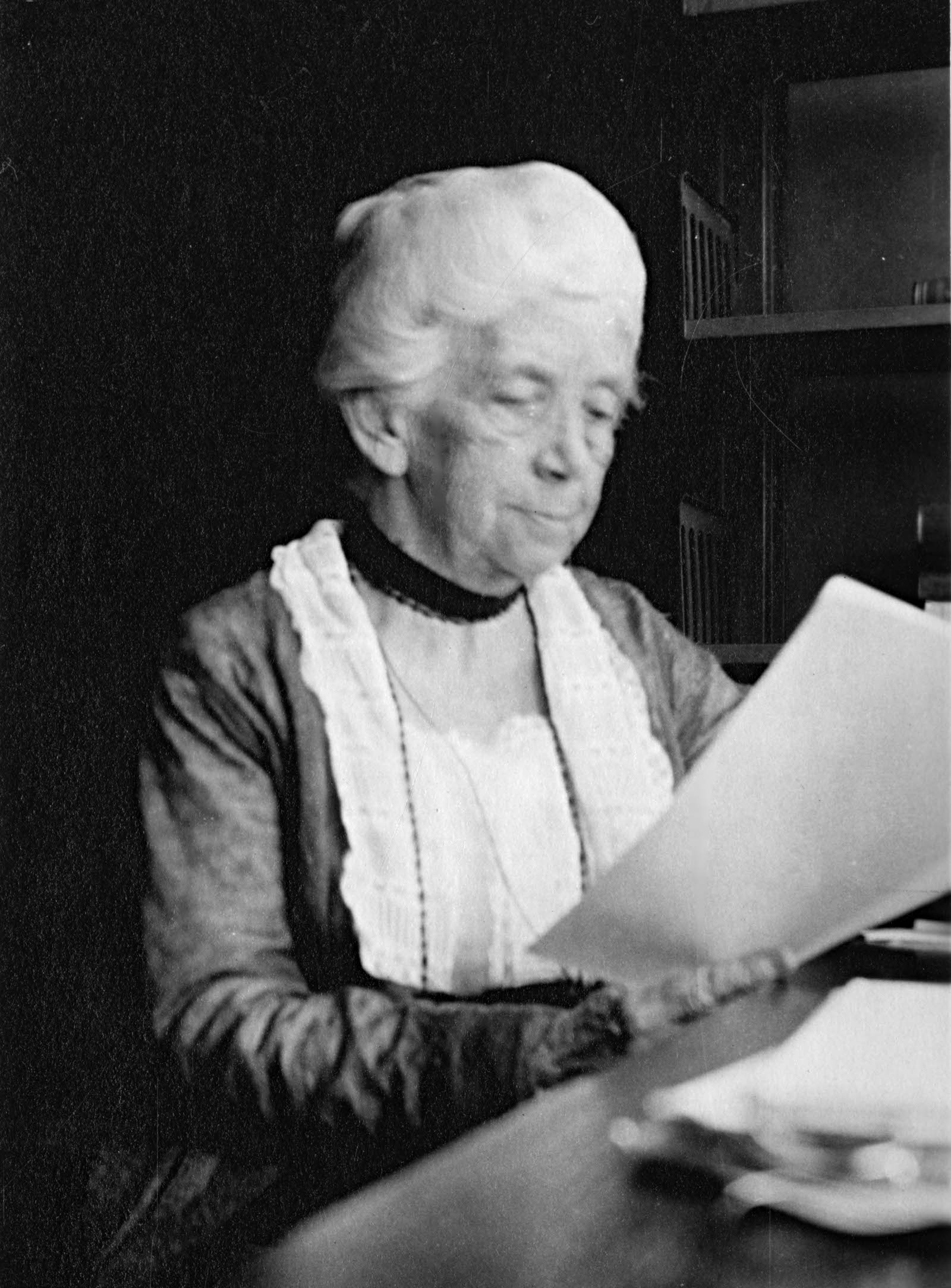
Christine Ladd-Franklin

- 01. Dezember: Christine Ladd-Franklin, amerikanische Mathematikerin († 1930)
- 03. Dezember: Johann Martin Schmid, deutscher Orgelbauer († 1923)
- 05. Dezember: Vinzenz Feckter, deutscher Fotopionier und Amateurphotograph († 1916)
- 08. Dezember: Rudolf Krügener, Unternehmer in der Fotoindustrie († 1913)
- 08. Dezember: Carl Weitbrecht, deutscher Dichter und Literaturhistoriker († 1904)
- 09. Dezember: Johannes Leo von Mergel, deutscher Benediktinerabt und Bischof von Eichstätt († 1932)
- 10. Dezember: Adolph Woermann, deutscher Kaufmann, Reeder und Politiker († 1911)
- 13. Dezember: Carl de Ahna, deutscher Mediziner und Politiker († 1906)
- 16. Dezember: Bertha Wegmann, dänische Malerin († 1926)
- 18. Dezember: Theodore Stark Wilkinson, US-amerikanischer Politiker († 1921)
- 20. Dezember: Sape Talma, niederländischer Mediziner († 1918)
- 21. Dezember: John Rouse Merriott Chard, kommandierte die britischen Truppen bei Rorke’s Drift († 1897)
- 21. Dezember: Jakob Arnold von Salis, Schweizer reformierter Theologe, Dichter und Historiker († 1923)
- 23. Dezember: Anton Lux, österreichischer Artillerieleutnant und Afrikareisender († 1908)
- 23. Dezember: Pleasant Crump, letzter Überlebender, der nachweislich als konföderierter Soldat am Amerikanischen Bürgerkrieg teilnahm († 1951)
- 25. Dezember: William Anthony Shinkman, US-amerikanischer Schachproblemkomponist († 1933)
- 27. Dezember: Albert Amlacher, deutscher Lehrer, Pfarrer und Schriftsteller († 1939)
- 27. Dezember: Donato Maria Kardinal dell’Olio, Erzbischof von Benevent († 1902)
- 30. Dezember: John Peter Altgeld, US-amerikanischer Politiker († 1902)
- 30. Dezember: Paul Otto Apian-Bennewitz, deutscher Organist und Lehrer († 1892)
- 31. Dezember: Wilson S. Bissell, US-amerikanischer Politiker († 1903)

### Genaues Geburtsdatum unbekannt
- Francesca Arundale, englische Freimaurerin und Theosophin († 1924)
- Sepahsalar Tonekaboni, Oberbefehlshaber der die Konstitutionelle Revolution unterstützenden iranischen Streitkräfte und Premierminister des Iran († 1926)
- Camillo Ehregott Zschille, deutscher Zeichner († 1910)

## Gestorben

### Januar bis April
- 03. Januar: Caroline Friedrich, Ehefrau des Malers Caspar David Friedrich (* 1793)
- 12. Januar: Isaac S. Pennybacker, US-amerikanischer Politiker (* 1805)
- 13. Januar: Samuel Simons, US-amerikanischer Politiker (* 1792)
- 15. Januar: Johann Baptist Jehle, Schweizer Jurist und Politiker (* 1774)
- 19. Januar: Charles Bent, US-amerikanischer Politiker (* 1799)
- 19. Januar: Antoinette Murat, Fürstin von Hohenzollern-Sigmaringen (* 1793)
- 22. Januar: Hermann Fitting, deutscher Gutsbesitzer und Politiker (* 1765)
- 25. Januar: Ulrich Friedrich Hausmann, deutscher Tiermediziner (* 1776)
- 29. Januar: Jana Wynandina  Gertrut d’Aubigny von Engelbrunner, deutsche Schriftstellerin, Sängerin und Musikpädagogin (* 1770)
- 03. Februar: Ernst von Bernuth, deutscher Jurist (* 1779)
- 03. Februar: Johann Karl Fetzer, Schweizer Politiker (* 1768)
- 09. Februar: Peter Dillon, irisch-britischer Handelskapitän, Entdecker und Schriftsteller (* 1788)
- 11. Februar: Johann Philipp von Ladenberg, Berliner Ehrenbürger (* 1769)
- 15. Februar: Germinal Pierre Dandelin, belgischer Mathematiker (* 1794)

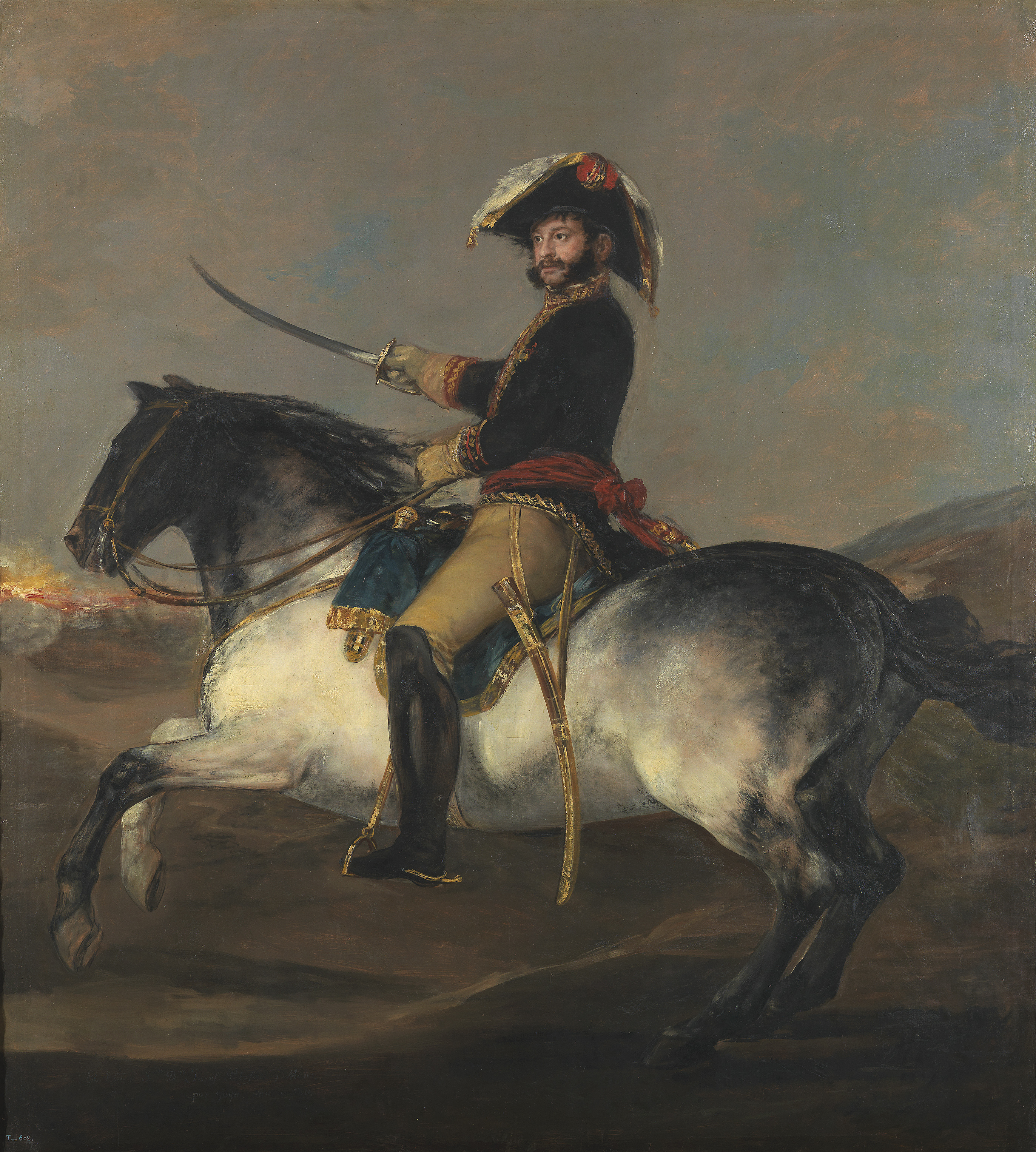
José de Palafox y Melci

- 15. Februar: José de Palafox y Melci, Herzog von Saragossa und General (* 1775)
- 17. Februar: William Collins, englischer Maler (* 1788)
- 19. Februar: José Joaquín de Olmedo, ecuadorianischer Jurist, Politiker und Chef der Übergangsregierung von 1845 (* 1780)
- 27. Februar: Jean-Baptiste Riché, Präsident von Haiti (* 1776/80)
- 000Februar: George Hilario Barlow, britischer Politiker (* 1762)
- 01. März: Armand de Polignac, französischer Hochadeliger und bayrischer Fürst (* 1771)
- 04. März: Toussaint von Charpentier, deutscher Geologe und Entomologe (* 1779)
- 05. März: Mathias Aberle, österreichischer Mediziner (* 1784)
- 09. März: Mary Anning, Britin, gilt als erste Paläontologin (* 1799)
- 11. März: Johnny Appleseed, US-amerikanischer ökologischer Pionier (* 1774)
- 13. März: Christian Gotthold Engelmann, deutscher Apotheker und Chemiefabrikant (* 1787)
- 17. März: Grandville, französischer Zeichner, Buchillustrator und Karikaturist (* 1803)
- 20. März: Anne-Françoise-Hippolyte Boutet, besser bekannt als Mademoiselle Mars, französische Schauspielerin (* 1779)
- 29. März: Jean-Pierre Doumerc, französischer General (* 1767)
- 29. März: Jules de Polignac, Premierminister von Frankreich (* 1780)
- 30. März: Friedrich Jacobs, deutscher Altphilologe (* 1764)
- 04. April: Diederich Heinrich Schrader, deutscher Schwimmmeister (* 1801)
- 06. April: Elisha Phelps, US-amerikanischer Politiker (* 1779)
- 09. April: Jan Paweł Lelewel, polnischer Ingenieuroffizier, Freiheitskämpfer und Architekt (* 1796)
- 18. April: Edward Douglas White, US-amerikanischer Politiker (* 1795)
- 21. April: Friedrich von Gärtner, deutscher Architekt (* 1791)
- 23. April: Erik Gustaf Geijer, schwedischer Schriftsteller der Romantik (* 1783)
- 27. April: Henry Wellesley, englischer Staatsmann und Diplomat (* 1773)
- 29. April: Tomás Manuel de Anchorena, argentinischer Anwalt und Staatsmann (* 1783)
- 30. April: Karl von Österreich-Teschen, österreichischer Erzherzog und Feldherr (* 1771)

### Mai bis August
- 01. Mai: Jesse Speight, US-amerikanischer Politiker (* 1795)
- 14. Mai: Fanny Hensel, deutsche Komponistin (* 1805)
- 15. Mai: Daniel O’Connell, irischer Freiheitskämpfer (* 1775)
- 16. Mai: Caspar Ett, deutscher Organist und Komponist (* 1788)
- 16. Mai: Vicente Rocafuerte, Präsident von Ecuador (* 1783)
- 20. Mai: Mary Ann Lamb, britische Schriftstellerin (* 1764)
- 23. Mai: Heinrich Luden, deutscher Historiker (* 1778)
- 23. Mai: Friedrich Schmalz, deutscher Agrarwissenschaftler (* 1781)
- 25. Mai: Ludwig Aurbacher, deutscher Schriftsteller (* 1784)
- 29. Mai: Emmanuel de Grouchy, französischer General, Marschall von Frankreich (* 1766)
- 31. Mai: Thomas Chalmers, schottischer Schriftsteller und Begründer der Freien Kirche Schottlands (* 1780)
- 09. Juni: Johann Christian Reinhart, deutscher Maler, Zeichner und Radierer (* 1761)

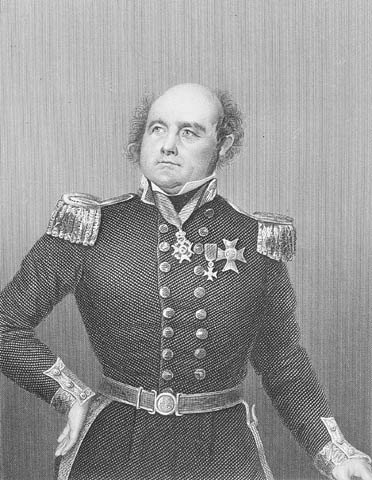
John Franklin

- 11. Juni: John Franklin, englischer Kapitän und Polarforscher (* 1786)
- 14. Juni: Jeanne Labrosse, französische Ballonfahrerin und Fallschirmspringerin (* 1775)
- 20. Juni: Gottlieb Heise, deutscher Orgelbauer (* 1785)
- 24. Juni: Carlo Francesco Remonda, französischer General (* 1761)
- 01. Juli: Georg Friedrich Kersting, deutscher Maler (* 1785)
- 03. Juli: Johann Christian August Grohmann, deutscher Philosoph, Psychologe und Rhetoriker (* 1769)
- 03. Juli: Franz Martin Seuffert, deutsch-österreichischer Orgel- und Klavierbauer (* 1772)
- 06. Juli: Phineas White, US-amerikanischer Politiker (* 1770)
- 12. Juli: Franz Ignatz Cassian Hallaschka, mährischer Naturforscher, Mathematiker, Physiker und Astronom (* 1780)
- 25. Juli: Johann Gottfried Rohlfs, deutscher Orgelbauer (* 1759)
- 26. Juli: Job Durfee, US-amerikanischer Politiker (* 1790)
- 27. Juli: Adam Karl Wilhelm Nikolaus Paul Eugen, Prinz von Württemberg und Offizier (* 1792)
- 02. August: Ludwig Friedrich Wilhelm Duncker, deutscher Jurist (* 1804)
- 06. August: Johann Christoph Arnold, sächsischer Verleger, Buchhändler und Kommunalpolitiker (* 1763)
- 06. August: Henry M. Ridgely, US-amerikanischer Politiker (* 1779)
- 07. August: Thomas Butler, US-amerikanischer Politiker (* 1785)
- 07. August: Johann Georg Rapp, deutscher Pietistenführer (* 1757)
- 09. August: Wilhelm von Schütz, deutscher Dichter (* 1776)
- 14. August: John Mattocks, US-amerikanischer Politiker (* 1777)
- 24. August: Charles Théobald de Choiseul-Praslin, französischer Adliger (* 1805)
- 26. August: Levin Friedrich von Bismarck, preußischer Regierungspräsident des Regierungsbezirks Magdeburg (* 1771)

### September bis Dezember
- 04. September: František Vladislav Hek, tschechischer Patriot, Dichter und Publizist (* 1769)
- 13. September: Charles Nicolas Oudinot, Marschall von Frankreich (* 1767)
- 14. September: Meinrad Rahm, Schweizer Stenograph (* 1819)
- 16. September: Grace Aguilar, englische Schriftstellerin (* 1816)
- 18. September: József Kopácsy, ungarischer Erzbischof (* 1775)
- 25. September: Johann Baptist Bach, österreichischer Jurist (* 1779)
- 29. September: Anton Gottfried Claessen, Weihbischof in Köln (* 1788)
- 01. Oktober: Gustav Vorherr, Architekt, Königlich-bayerischer Baurat und Vorstand des bayerischen Landesverschönerungsvereins (* 1778)
- 02. Oktober: Wasil Ewstatiew Aprilow, bulgarischer Arzt (* 1789)
- 07. Oktober: Alexandre Brongniart, französischer Chemiker, Mineraloge, Geologe und Zoologe (* 1770)
- 13. Oktober: Leander van Eß, deutscher katholischer Theologe (* 1772)
- 22. Oktober: Henriette Herz, deutsche Schriftstellerin (* 1764)
- 22. Oktober: Sahle Selassie, Meridazmatch und Negus von Schoa (* 1795)
- 01. November: Jabez W. Huntington, US-amerikanischer Politiker (* 1788)

Felix Mendelssohn Bartholdy, 1846

- 04. November: Felix Mendelssohn Bartholdy, deutscher Komponist (* 1809)
- 04. November: Thiệu Trị, dritter Kaiser der vietnamesischen Nguyễn-Dynastie (* 1807)
- 11. November: Johann Friedrich Dieffenbach, deutscher Mediziner und Chirurg (* 1792)
- 12. November: Johann Gottfried Hoffmann, deutscher Statistiker, Staatswissenschaftler und Nationalökonom (* 1765)
- 11. November: Benjamin Swift, US-amerikanischer Politiker (* 1781)
- 14. November: Josef Jungmann, tschechischer Philologe und Dichter (* 1773)
- 18. November: Philemon Thomas, US-amerikanischer Politiker (* 1763)
- 20. November: Henry Francis Lyte, schottischer anglikanischer Theologe und Kirchenlieddichter (* 1793)
- 27. November: James Ross, US-amerikanischer Politiker (* 1762)
- 29. November: Jacob Gråberg, schwedischer Gelehrter (* 1776)
- 30. November: Ludwig Wilhelm Neumann, Berliner Ehrenbürger (* 1762)
- 11. Dezember: Thomas Barker, englischer Maler (* 1767)
- 14. Dezember: Manuel José Arce y Fagoaga, erster Präsident der Zentralamerikanischen Föderation (* 1787)
- 17. Dezember: Marie-Louise von Habsburg, Ehefrau von Napoleon I. (* 1791)
- 18. Dezember: Timothy Pitkin, US-amerikanischer Politiker (* 1766)
- 22. Dezember: Engelbert Schue, deutscher katholischer Geistlicher und Hochschullehrer (* 1772)
- 24. Dezember: Edmund Tyrell Artis, britischer Pionier der Paläobotanik und Archäologie (* 1789)
- 24. Dezember: Karl Gustav Brinckmann, schwedischer Diplomat und deutscher Dichter (* 1764)
- 29. Dezember: William Crotch, englischer Komponist und Organist (* 1775)

### Genaues Todesdatum unbekannt
- Modibo Adama, afrikanischer Politiker (* um 1786)
- Faustino Anderloni, italienischer Kupferstecher (* 1766)
- Louis-Philibert Brun d’Aubignosc, französischer Graf (* 1774)